# 2019年「光復元朗」大遊行
光復元朗，是2019年7月27日在香港新界元朗的反對逃犯條例修訂草案及警黑勾結的活動，抗議有鄉事及黑社會背景的人士在7月21日晚發動元朗襲擊。由於遊行申請被警方發出反對通知書，民眾轉而參加各種民間活動到元朗「逛街」，包括買老婆餅、李鵬悼念會、基督教聚會、佛教聚會、何韻詩歌迷會。原遊行起點為水邊村遊樂場，終點為西鐵元朗站，途經元朗大馬路。
當日下午3時，市民於水邊村遊樂場聚集和開始起步，4時多步行至元朗站，期間警方在場戒備。有民眾在南邊圍村外聚集，並爆發警民衝突，期間警方發射催淚彈，海棉彈及橡膠子彈，以及使用警棍和胡椒噴霧鎮壓。有多名巿民、記者和社工受傷，亦有民居簷篷和西鐵架空路軌被催淚彈擊中。截至當晚9時，有9名傷者送往博愛醫院治理，其中5人情況嚴重。最後當日有24人受傷，11人被捕。而負責組織遊行的鍾健平被判監禁16個月。

## 背景

### 7月21日警民衝突及元朗襲擊
2019年7月21日遊行結束後，示威者在中联办外牆寫上訴求，警方於上環向示威者發射了55枚催淚彈、5發橡膠子彈，和24發海綿彈鎮壓示威者，多人受傷。警方又在無任何警告下於中區警署外的行人天橋上瞄準示威者頭部開槍。
同一時間，一批身穿白衫、手繫紅繩之黑社會成員於元朗雞地及港鐵元朗站聚集，以「教訓歸家的示威者」為名持械無差別襲擊途人，多人受傷。當時長達39分鐘未見任何警察到場，999報案中心電話未能接通，附近警署拉下閘門，元朗警署掛起電話。午夜後，多間媒體於Facebook直播白衫人手持木棍及鐵通聚集於南邊圍村，此時已有大批防暴警察在場，影片不時傳出鐵通掉在地上之清脆聲音。凌晨5時元朗區助理指揮官游乃強警司指沒看到白衫人持械，且當晚並無任何施襲者被拘捕。警方被批評涉及「警黑勾結」，即早已知情及故意縱容鄉仕及黑社會勢力在「無警時份」於元朗發動襲擊。有輿論稱這事件為恐怖襲擊。
原定7月27日舉行的「光復紅土」及28日的「將軍澳反送中大遊行」，主辦者因應元朗情況嚴峻而先後宣布延期，呼籲八方優先支援元朗。

### 是次遊行申請被拒
鍾健平於7月23日以元朗居民身份，到元朗警署申請是次遊行的不反對通知書。他表示遊行會在7月27日下午4時集合，4時30分起步，由元朗水邊村遊樂場，沿大馬路及朗日路，遊行至元朗站。同日，十八鄉鄉事委員會主席程振明和屏山鄉鄉事委員會主席鄧志強等元朗區鄉事委員會成員在下午時份到元朗警署，要求警方不要批出不反對通知書。7月24日，十八鄉鄉事委員會再向警方發出公開信，威脅警方如無視他們的訴求，將會遭受「嚴重後果」。最終警方在7月25日下午向鍾健平發出書面通知表示將禁止當日遊行。鍾健平向上訴委員會提出上訴，委員會於翌日宣布維持決定，鍾表示仍然會一個人行街。
截止7月26日即「光復元朗」前一日，警方總共接獲三宗不反對通知書的申請，申請人均提出不同的遊行路線方案「闖關」，但最終全數被警方以構成危險等理由發出反對通知書。

### 民間籲各種理由往元朗「行街」
基於警方悉數反對所有於7月27日元朗遊行的申請，意味著民眾若繼續前往集結並參與遊行，有機會被控以「未經批准集結」或「非法集結」罪，最高可判監5年。而由於根據香港法例第245章《公安條例》，集會的釋義中不包括為社交、康樂、文化、學術、教育、宗教或慈善目的，或為殯殮而舉行的聚集或集結；故此民間倡議以各種合法理由於當日前往元朗。有市民發起「李鵬元朗悼念會」，邀請公眾下午3時在遊行原訂起點元朗水邊村遊樂場吊唁。亦有人發起多項宗教活動，包括「元朗功德流動大法會」、「元朗讚美上帝」等，其中「元朗行腳大祈願」表示要由水邊村遊樂場沿途祈願至元朗站（原訂遊行路線）。歌手何韻詩表示當日將到元朗遊山玩水，歡迎歌迷到場追星。同時多名網民發起元朗逛街活動，包括光顧元朗土產「老婆餅」名店、捉Pokemon Go精靈等。

### 前夕之市況及政府部署
與721元朗襲擊有關的南邊圍村，其鄉公所福德堂於光復行動前夕以木板圍封二樓及三樓露台窗戶。元朗YOHO Mall二期Fusion超市架上食物被搶購一空，元朗大馬路及教育路多間店舖貼出明日暫停營業之告示。元朗大馬路、雞地一帶大部分的垃圾桶、流動巴士站牌已被收起，巴士公司改為張貼臨時路線牌及在地上劃上黃線作乘車指引。政府加派人手焊死馬路邊的圍欄及以膠水加固地上磚頭。凌晨2時許有工人於元朗警署、警署停車場出入口及元朗警察已婚宿舍外圍放置2米高大型水馬。

## 經過

### 行街開始前

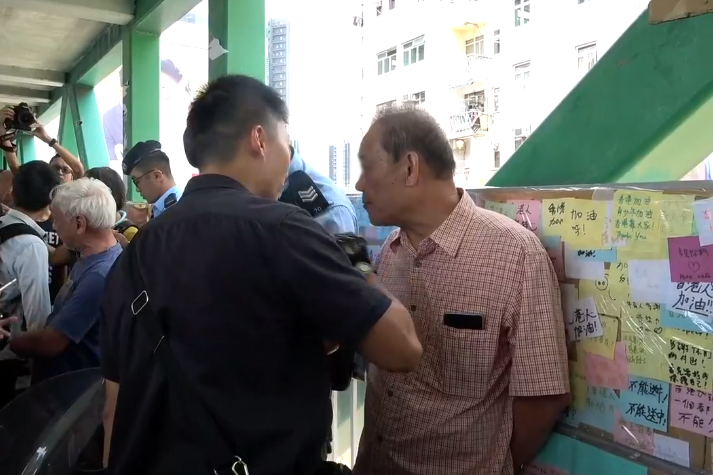
下午1時許，一名老翁於元朗廣場對開行人天橋的「連儂牆」，以生果刀施襲政見不同的青年，老翁其後被警員帶走

7月27日上午11時，政府新聞處發文表示警方已反對元朗遊行決定，有關遊行屬於違法，警告人民「不要以身試法」。中午12時親中政黨民建聯緊急呼籲區外市民盡量不要前往元朗，並呼籲各方保持克制，指有關遊行被警方發出反對通知書以及會被視為不合法，參與者有可能面對法律風險。當時元朗YOHO Mall一期及二期由於多間商戶暫停營業，人流不多，多名保安在商場內巡邏。元朗及圍村一帶有防暴警察戒備，路過青年被警員截停搜身。
下午1時許，一名老翁於元朗廣場對開行人天橋的「連儂牆」，以生果刀施襲政見不同的青年，被途人制服後乘混亂向橋下拋下兇刀，老翁其後被警員帶走，該名青年腹部被刺傷。
下午2時，嶺南大學校長鄭國漢及幾名校方高層於「驅逐何君堯」集會結束後，步出黃氏行政大樓外接取要求罷免何校董之連署信，承諾在場學生及校友於3時到朗屏站「不見不散」。另一邊廂，水邊村遊樂場開始有民眾聚集，有市民稱自己來元朗逛街或踩單車，亦有人直言自己是來遊行，以抗議警察失職及要求解散警隊。

### 行街開始（下午3時－下午5時）

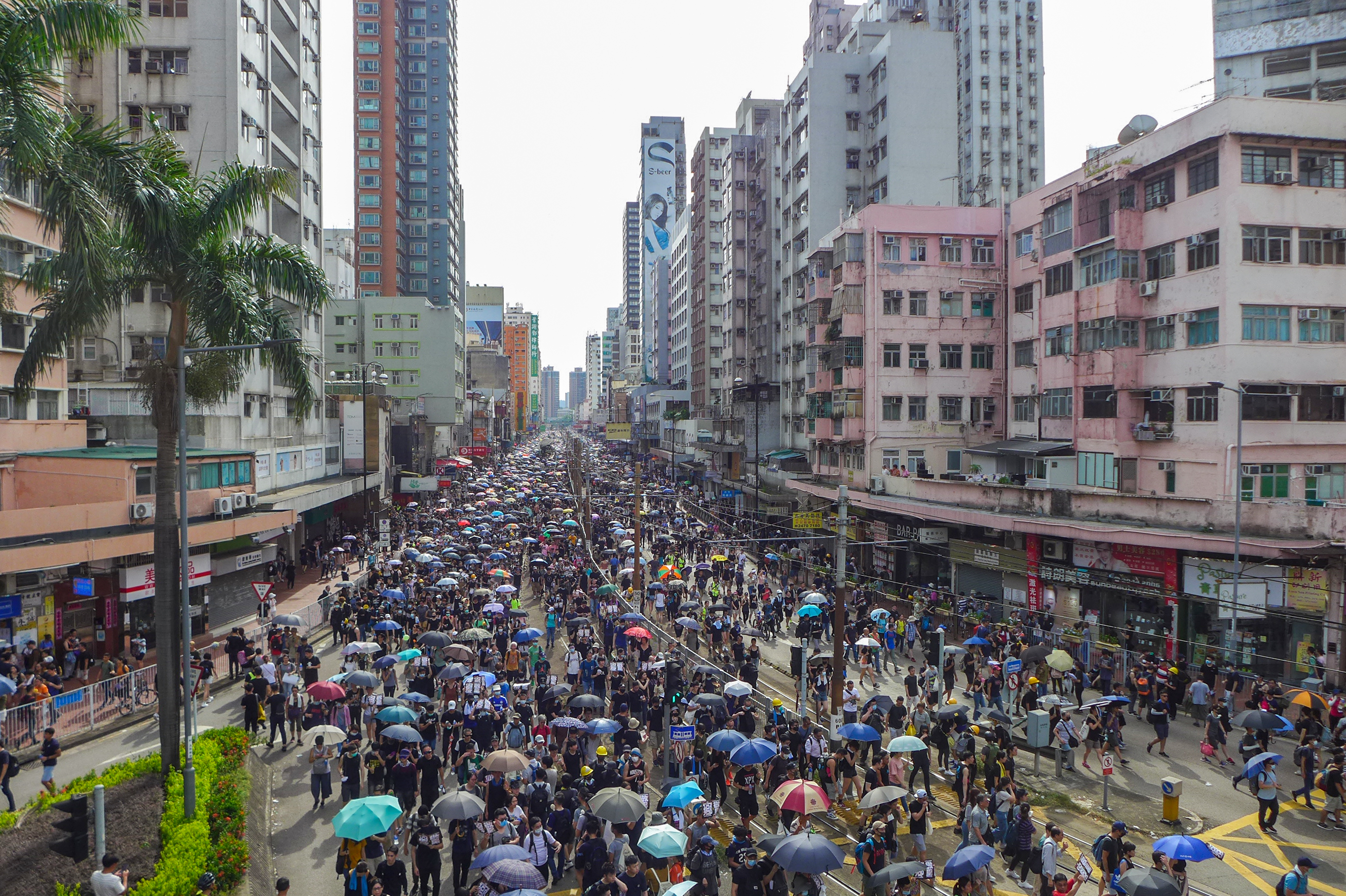
大批市民沿大馬路向西鐵元朗站方向前進

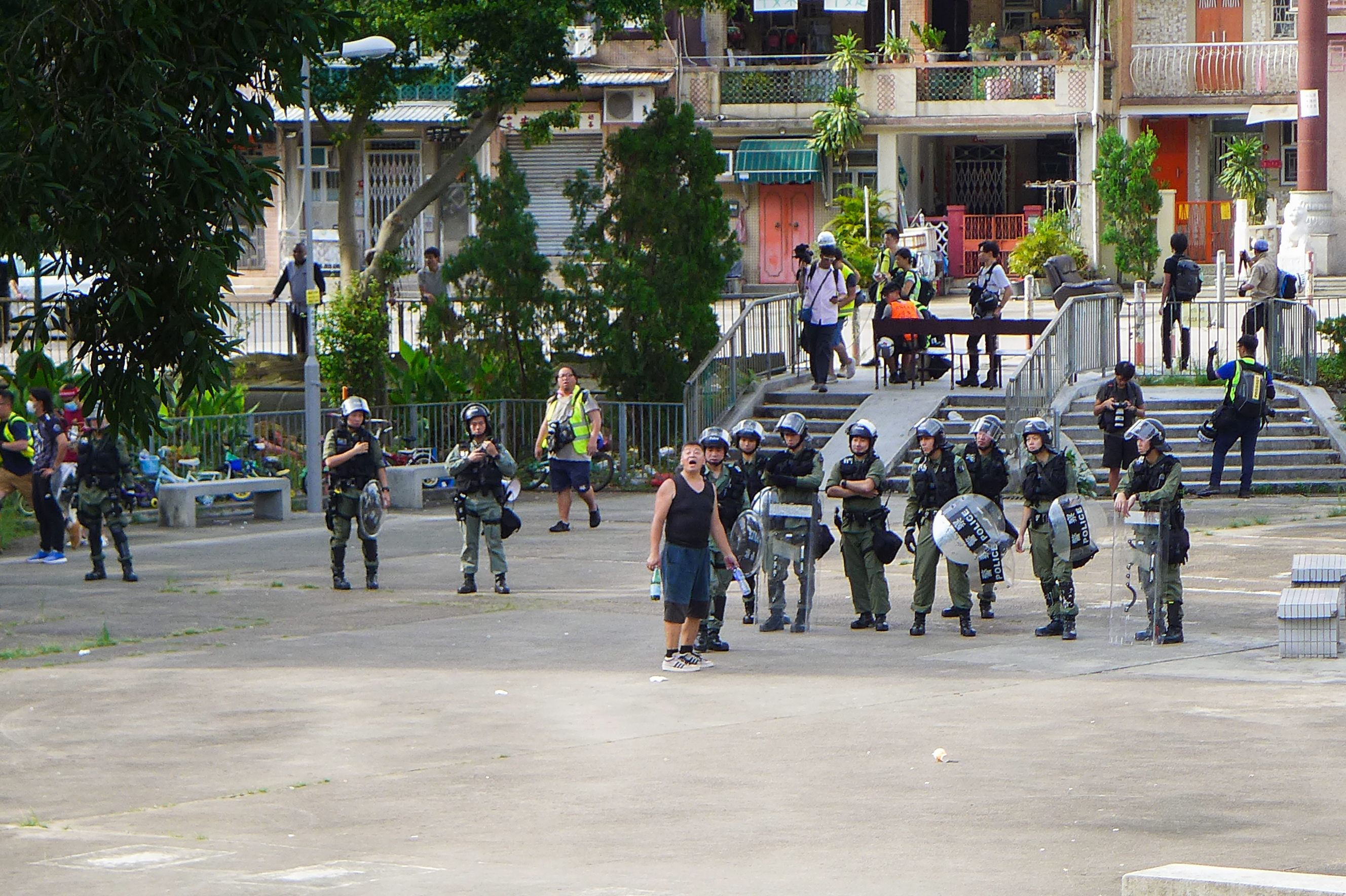
南邊圍村內有身穿黑衣、戴口罩和手套的人站在警察防線前面

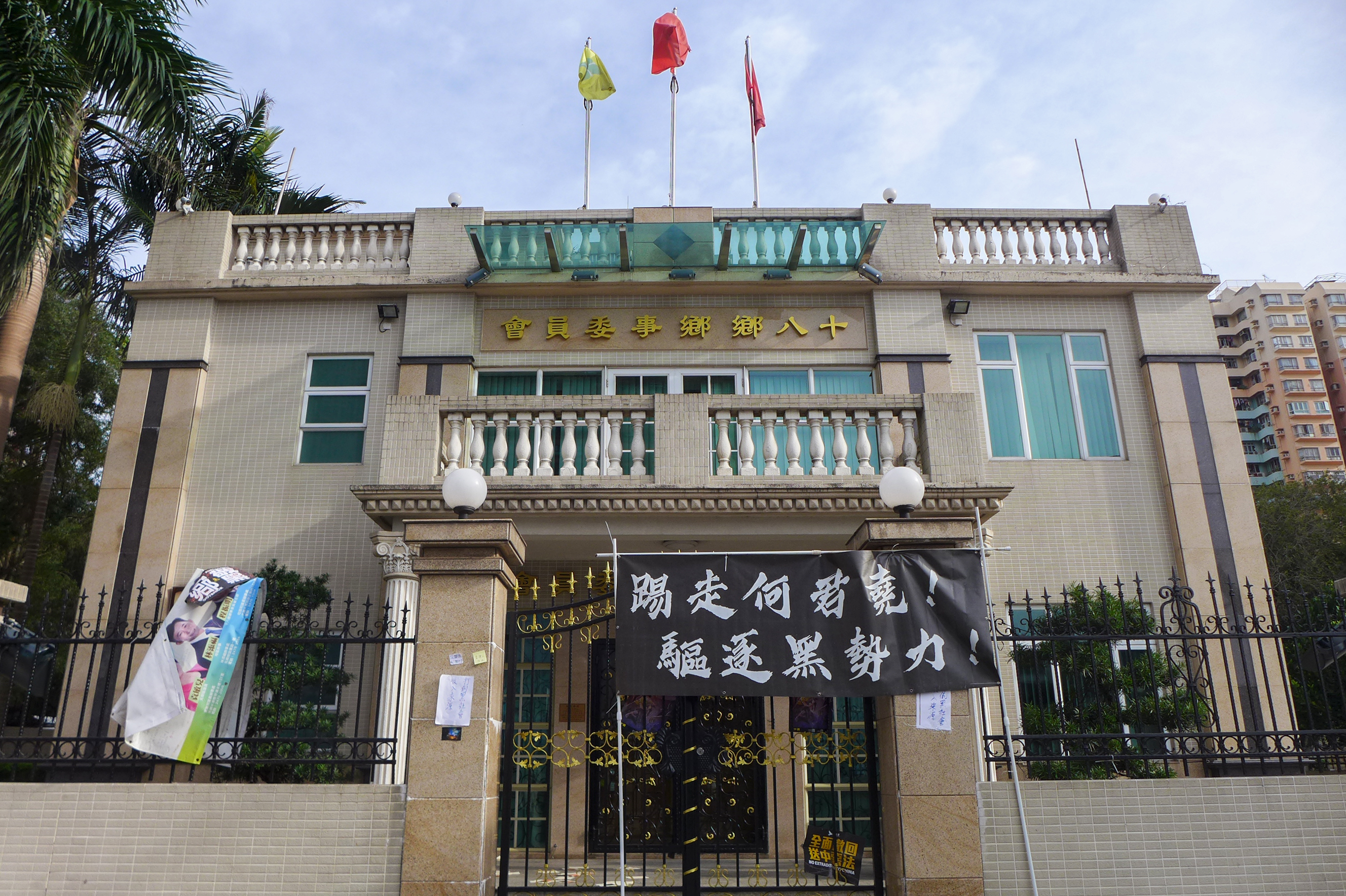
十八鄉鄉事委員會外掛上「踢走何君堯，驅逐黑勢力」横額

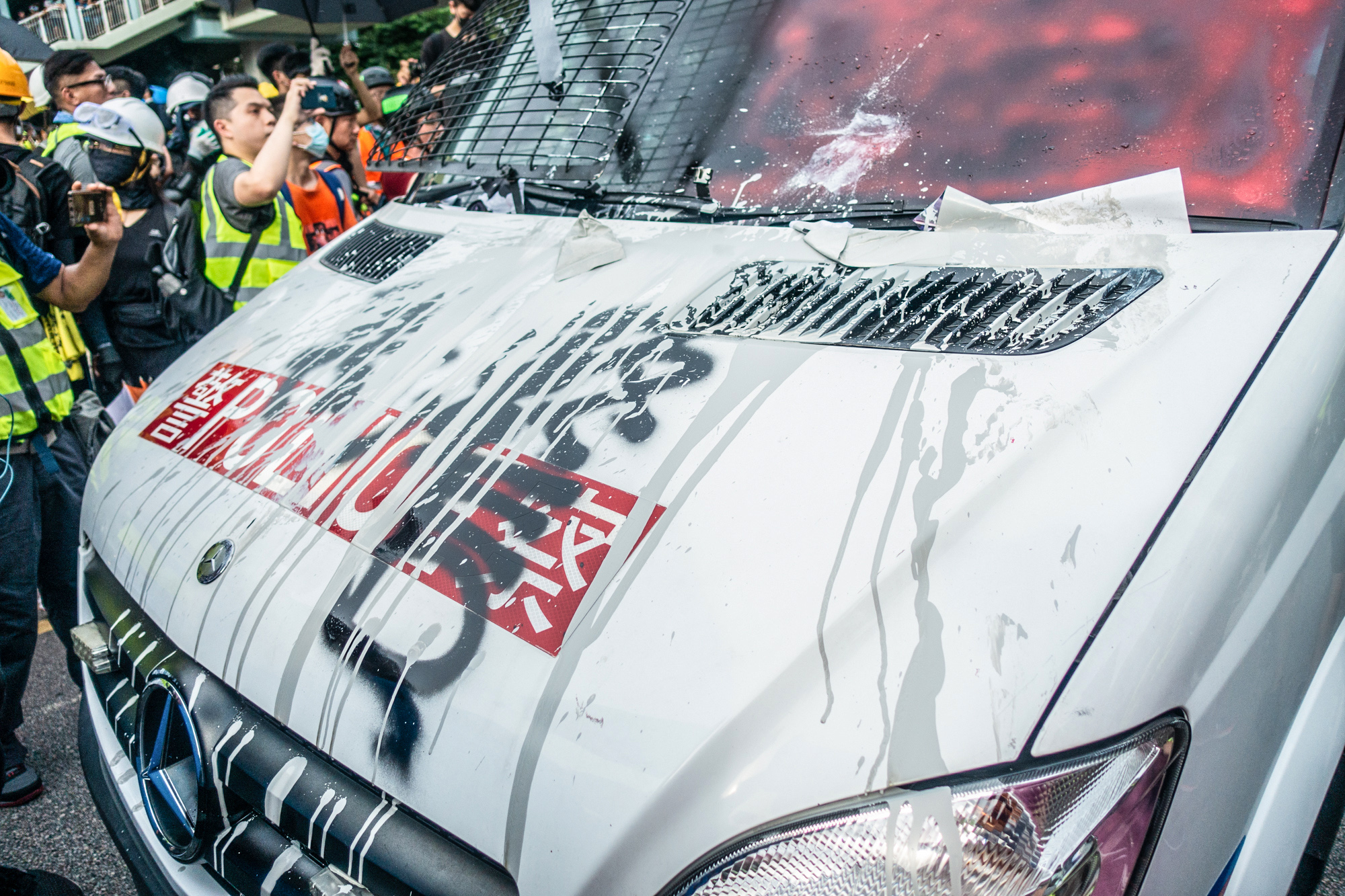
南邊圍附近的朗業街有警車被包圍，有人打破警車車窗並以黑色噴漆於車身噴上黑社會組織名稱

下午3時，元朗各處皆現黑衫人潮。元朗站有大批市民聚集，人潮往元朗大馬路方向前進，此時通往英龍圍的J出口有一批軍裝警駐守。水邊村遊樂場亦見黑衣人潮，場地地上貼有已故中國國務院前總理李鵬的黑白照，有市民在場唸經及吹奏嗩吶；部分人步出遊樂場沿大馬路向西鐵元朗站方向前進，當中部分人戴上口罩，手持長傘、行山杖及李鵬遺照。早前申請遊行被拒的鍾健平亦在遊樂場內準備「一個人行街」。
毗鄰於水邊村遊樂場的元朗警署被市民包圍及指罵，抗議警方於元朗襲擊中「遲到」及勾結黑社會，群眾不斷高呼「香港警察、知法犯法」、「黑警可恥」，警署外牆被掛上「警黑勾結可恥」的橫額，有人在大門警徽上貼上「新治安」字眼（黑社會「新義安」諧音），警員在高處拍攝情況。警署對開的體育路及元朗大馬路所有行車線迅速被民眾佔領。大馬路旁的恆香老餅家逾百人排隊購買元朗特產老婆餅，龍尾至日新街街尾。
3時多，嶺南大學校長鄭國漢、副校長莫家豪及協理副校長兌現承諾到場，與多名學生校友步出元朗大馬路。鄭表示自己是來巡視環境而並非參與遊行，重申自己一人之力不能保護學生，亦不需在場學生保護自己，呼籲學生和平理性表達訴求，逗留半小時後離去。
4時許，於南邊圍村外聚集的群眾愈來愈多，前線戴頭盔及手持自製木盾。南邊圍鄉公所下半閘，村口有大批防暴警察戒備，村內亦停泊十多輛警車。南邊圍附近的朗業街有警車被包圍，有人打破警車車窗並以黑色噴漆於車身噴上黑社會組織名稱「14K」及「勝和」。4時半，有人開始大力搖晃並拆下附近的圍欄。大批防暴警察到南邊圍增援，村內有身穿白衣、戴口罩和手套的人站在警察防線後面，其穿著與721元朗襲擊事件中的白衫人相似。4輛旅遊巴士於廈村接載約200人到南邊圍旁邊的西邊圍村，部分人掛上紅色臂章。

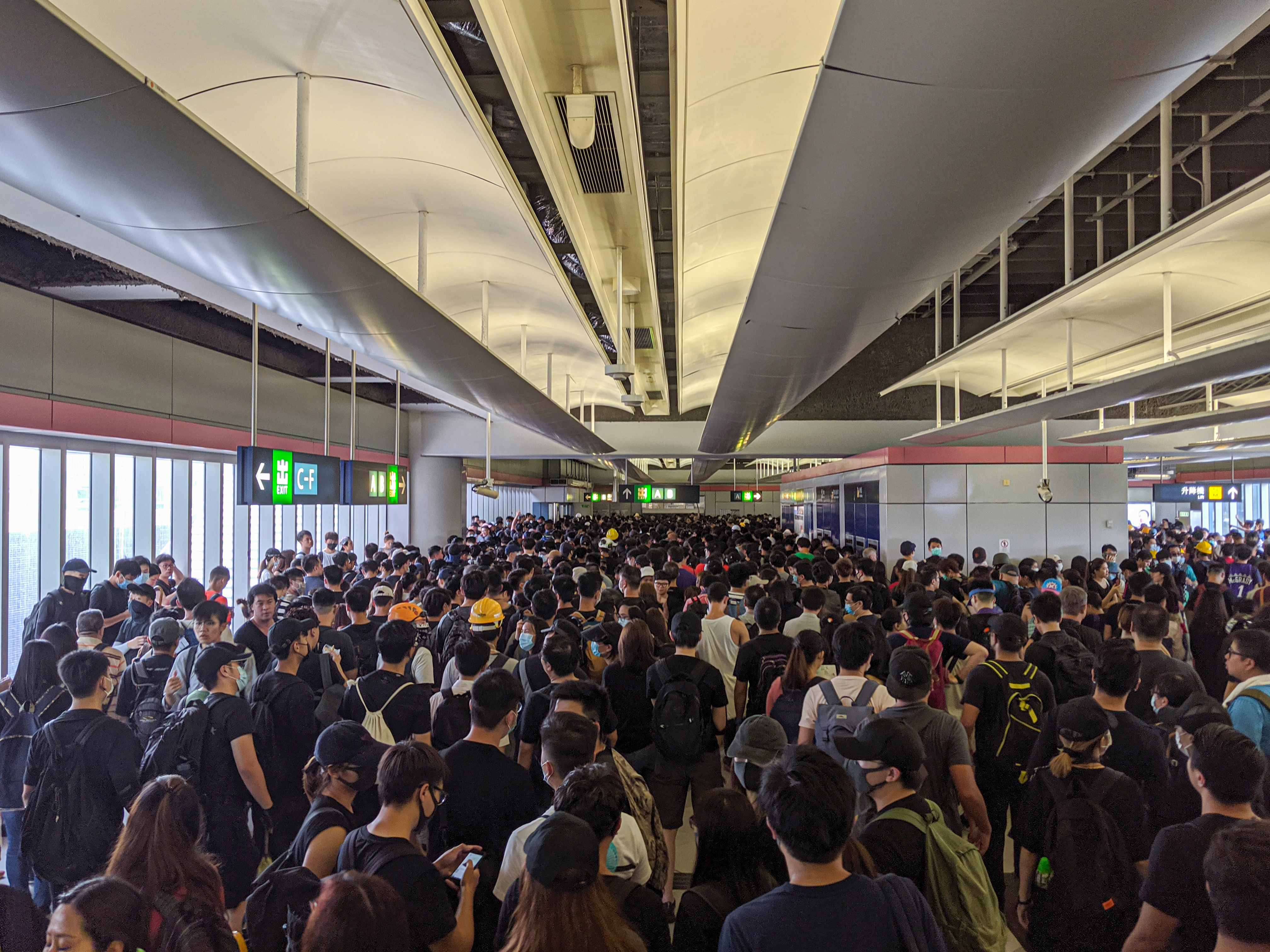
朗屏站有大批市民等候出閘
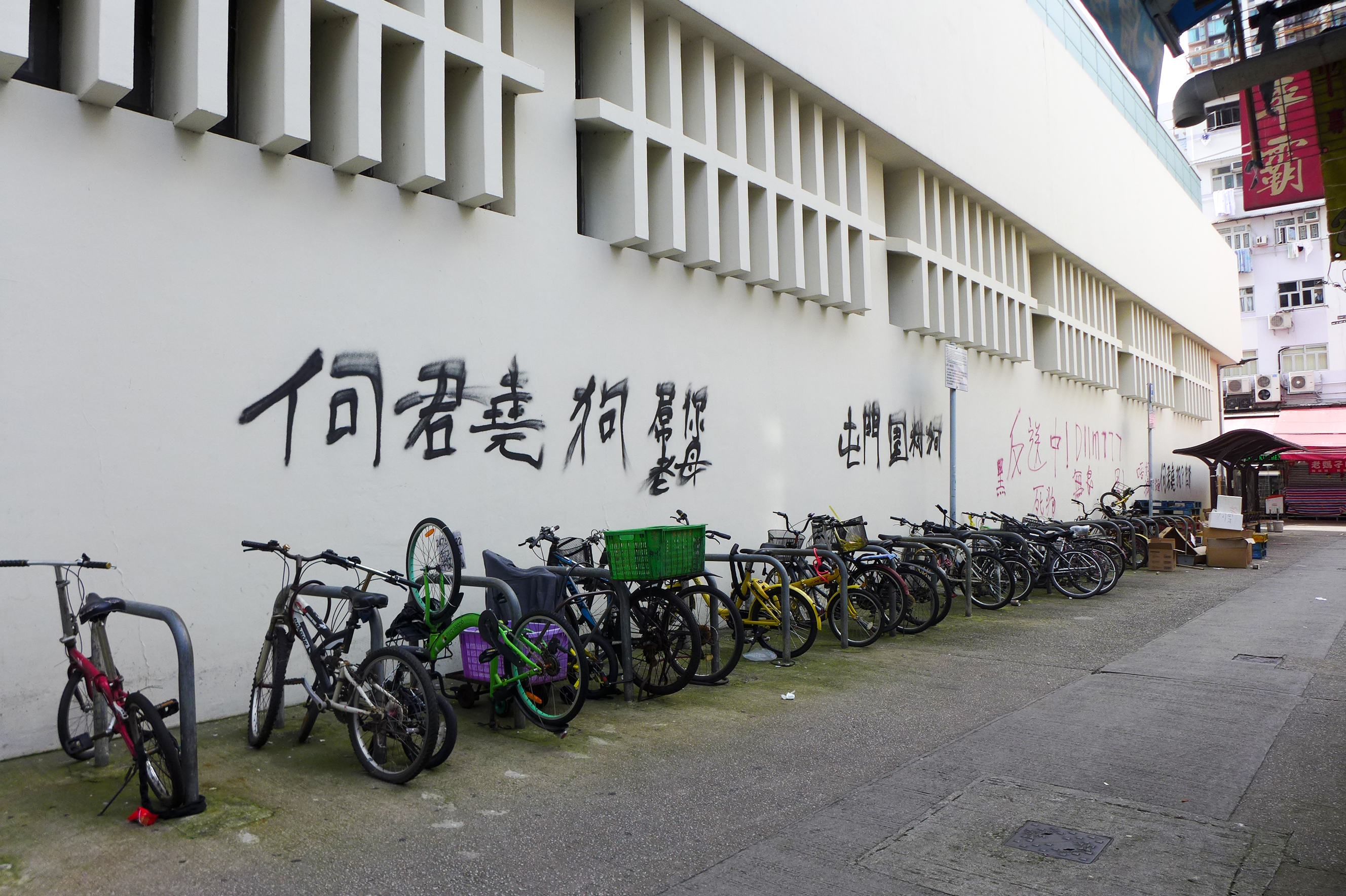
大橋街市有人寫上對何君堯不滿的字句
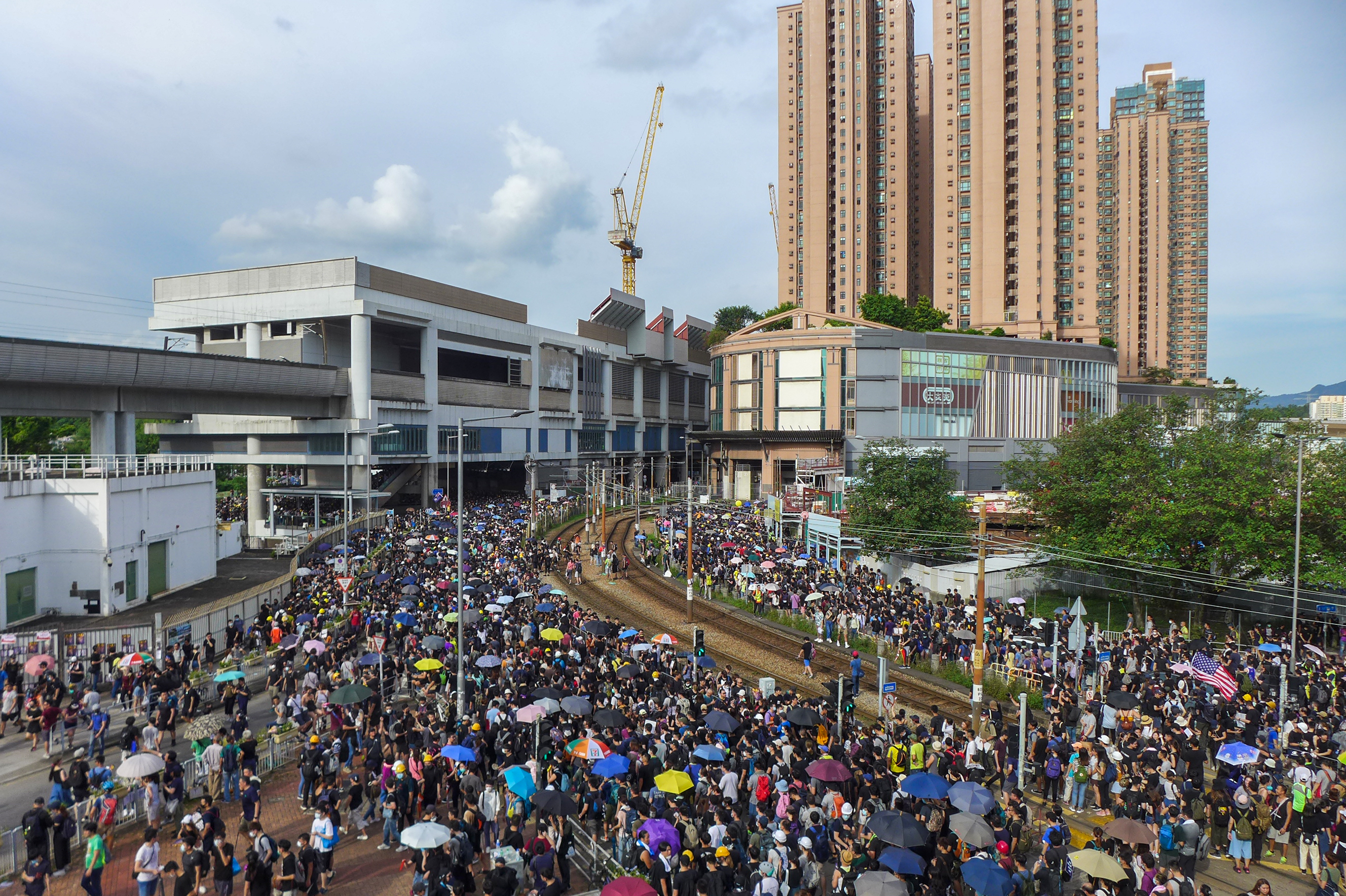
朗日路的遊行人士
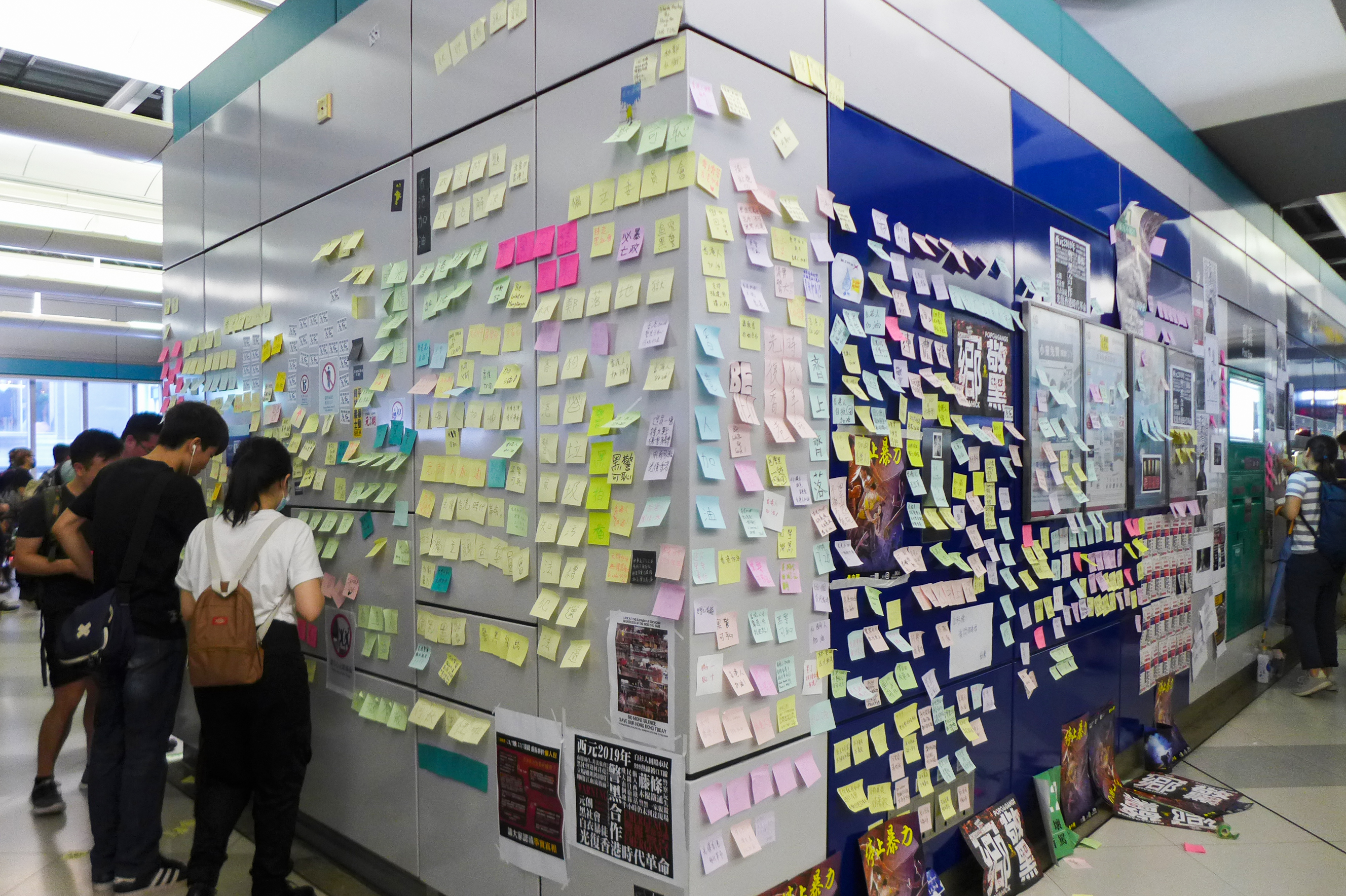
元朗站大堂設連儂牆
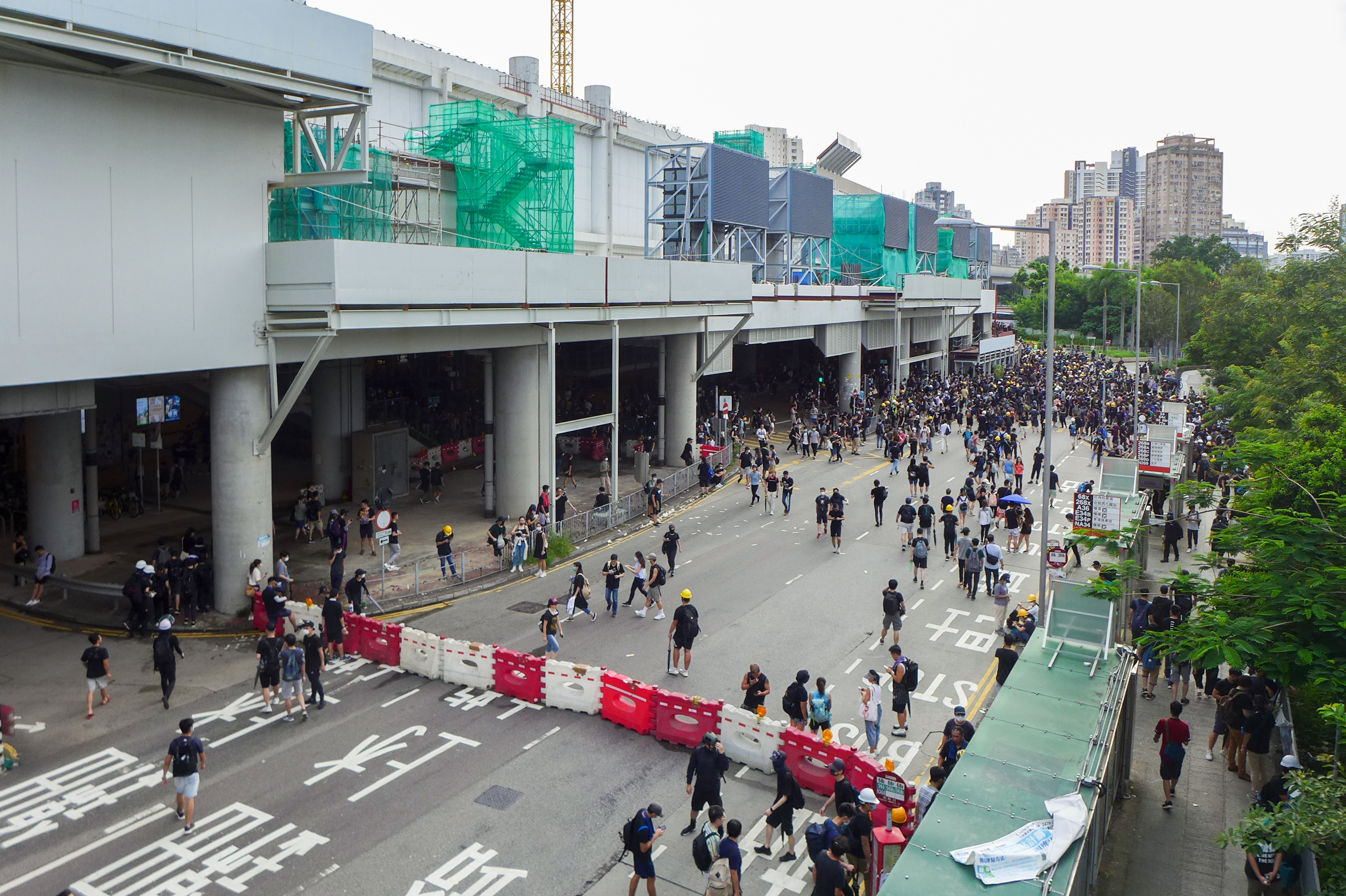
朗日路近元朗站位置有人架起路障

### 警民衝突（下午5時－晚上6時）

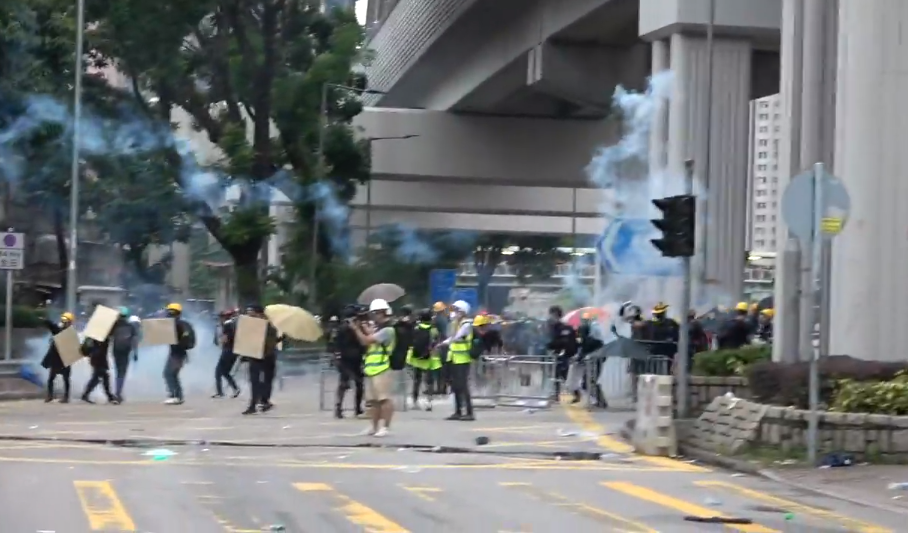
警方在朗業街施放多枚催淚彈

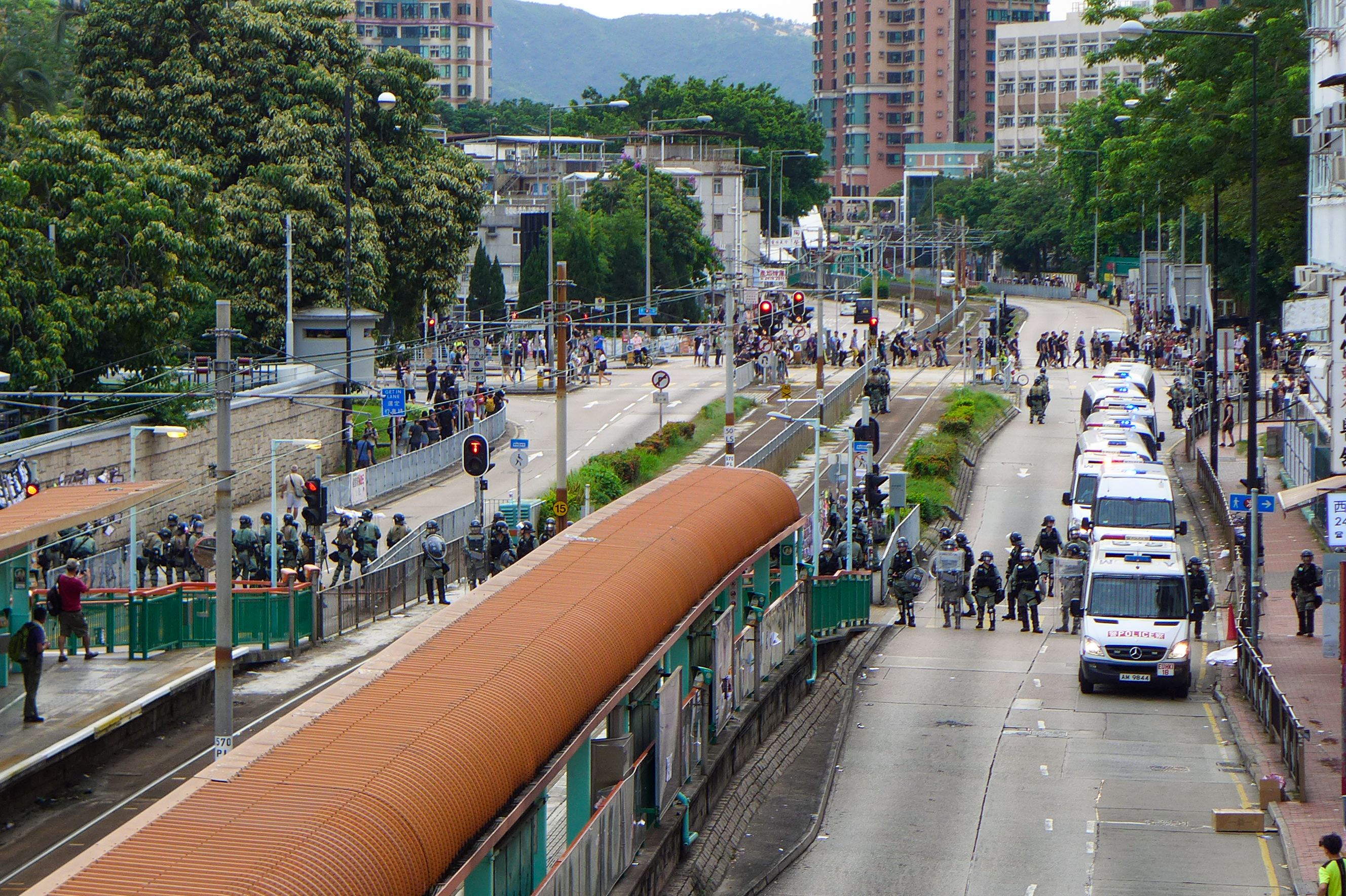
防暴警察從元朗警署向大馬路方向布防

下午近5點，氣氛轉趨緊張。警察從元朗警署向大馬路方向布防，另外在安樂路附近亦有警民對峙，有示威者向警方擲物。5時13分，警方於泰祥街施放第一枚催淚彈，多處隨後爆發嚴重警民衝突。警方透過傳媒向市民作出呼籲，由於元朗有人聚集及起哄，將會於短時間內作出驅散行動，市民應離開元朗。

#### 警方被指射催淚彈到老人院
立法會議員鄺俊宇表示警方於安樂路施放催淚彈波及一所老人院，其中一枚更跌落在老人院簷篷。其後他大罵警方的行動影響老人家，並要求與指揮官對話。其後向記者表示認為是國際醜聞。到凌晨，警察公共關係科高級警司余皚均凌晨在元朗警署見記者時，表示催淚彈並沒有射中附近老人院的簷篷。而事前已聯絡區內22間老人院，提醒要關上窗戶。
不過有安老院公開片段，證實催淚煙從窗戶湧入安老院後，院內咳嗽聲四起，而職員表示「有煙！有煙！有煙入到來啦！婆婆入返去！有煙呀！過來啦！」。不過事發的君悅護理中心負責人稱公司拒絕受訪，稱無老人家不適、無叫救護車和無人受傷。只向記者表示「多謝，有心」。

#### 警方催淚彈疑發射上屯馬綫高架天橋
警方清場期間，其中一枚催淚彈疑發射上屯馬綫高架天橋，港鐵表示，有車長察覺在路軌範圍有冒煙，經檢查後確認有關路段的鐵路設施正常，列車服務不受影響。。

### 警方清場（晚上6時－10時）

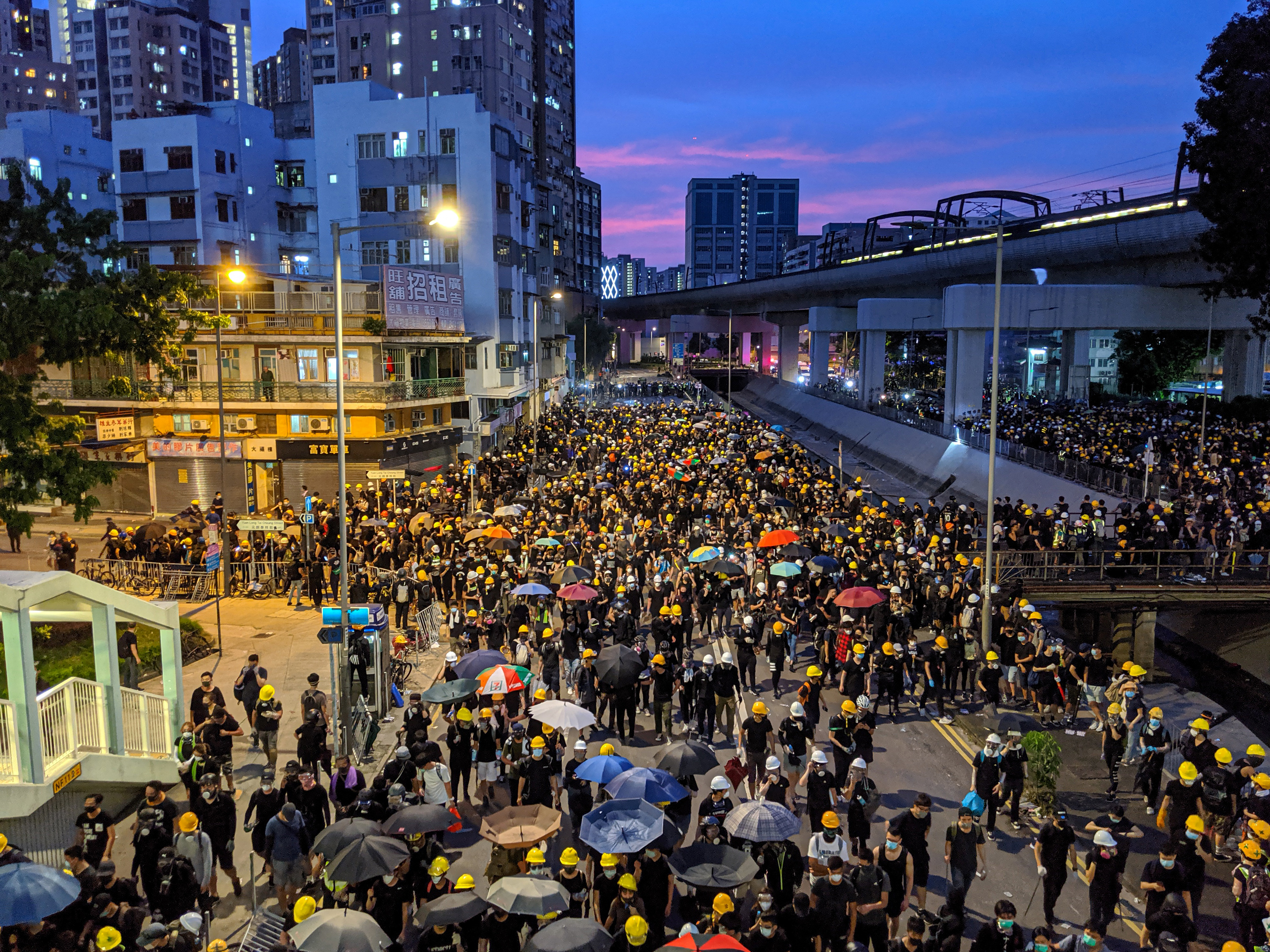
傍晚時分，示威者與警方在元朗安樂路對峙

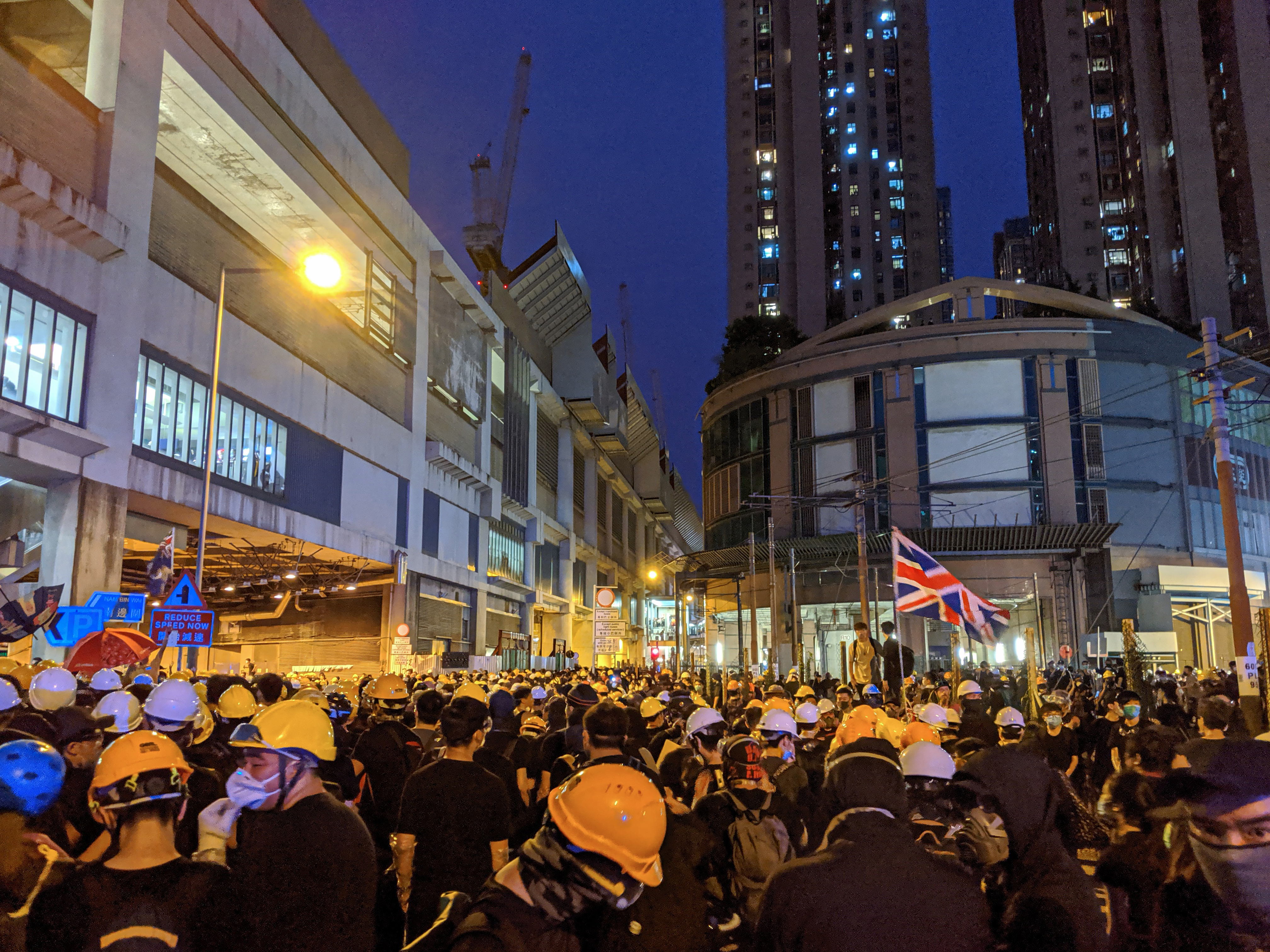
入夜後，大部分示威者帶備工人安全帽，在朗日路逗留

晚上6點20分，警方朗業街、寶業街交界處舉黑旗警告後，多次發射催淚彈，然而警方前線的前方300米內均沒有示威者。另一邊，示威者亦在西邊圍村口外聚集，不時投摘雜物進村，一度有入村之勢。警方隨即施放多枚催淚彈。示威者雖停止前進，但未有後退，反嘗試拆除在大坑渠旁的鐵欄，架設防線，雙方處於對峙狀態。在西邊圍村一條窄巷的入口，大批防暴警察戒備，舉起橙旗要求示威者迅速離開，否則開槍。大約6點50分，警方從西邊圍村入口方面開始向示威者推進，警員嘗試舉起槍，警方又再次舉起紅旗，雙方有鐵馬陣相隔。
到晚上7點，示威者在朗業街與寶業街交界、西邊圍村外、南邊圍村外、大馬路四路與警方對峙。元朗大馬路的警員持長盾向前壓迫，在近大棠路方向釋放催淚彈驅散佔據路面的示威者。示威者防線不斷後退，與警方保持距離，警方多次舉黑旗警告。立法會議員鄺俊宇到場調停時，示威者緩慢退向西鐵元朗站。南邊圍村有黑衣人士從樓梯前往西鐵站，立法會議員許智峰和社工表示示威者約定於7點半撤退，呼籲警方給時間。現場示威者發現一輛車上有藤條，懷疑與之前元朗的襲擊事件有關，於是打爛車窗。安樂路的示威者向警方提出交涉，要求警方減慢推進速度，但警方未有理會，又指控在場記者不要阻礙執法。另一批警察沿安樂路向南邊圍方向推進，再放催淚煙，大部份示威者已散去。朗業街的警方突破示威者盾陣，揮動警棍，使用了過分武力，令不少示威者受傷。警員一度在人群中舉槍，制服示威者。

#### 示威者發現懷疑與中聯辦有關的藏有武器私家車

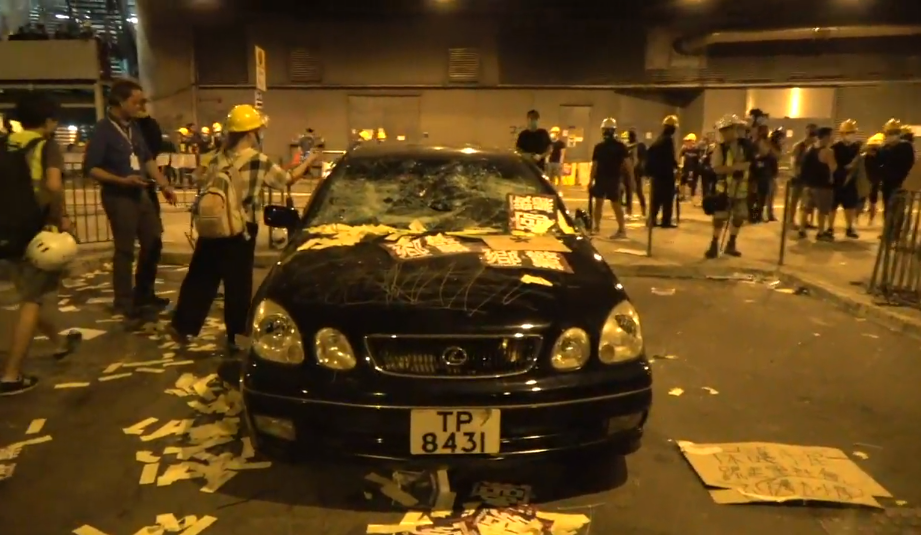
南邊圍村口近西鐵元朗站有一部載有藤條之TP8431黑色車被示威者砸爛，示威者懷疑中聯辦可能介入元朗襲擊事件

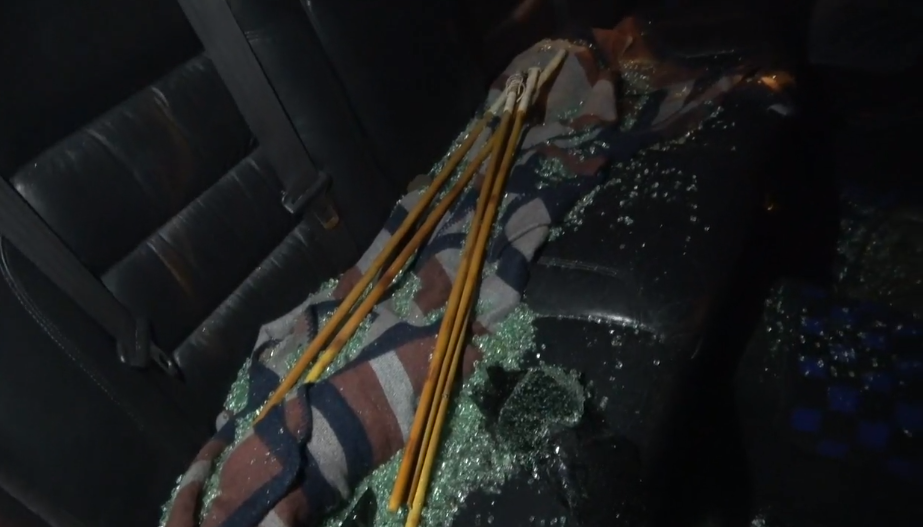
黑色私家車內藏有大量日本刀、木棍及藤條

示威者發現南邊圍近西鐵元朗站的一輛黑色私家車內有大量日本刀、木棍及藤條。因元朗襲擊事件中白衣人正是使用藤條施襲，因此示威者認為此車輛與事件相關，並打破汽車的車窗玻璃、刮花及打開車尾箱。其後示威者於車尾箱中發現大量木棍、鐵通、已開鋒的武士軍刀、一頂疑似解放軍国徽軍帽、寫有泰米爾文的帳簿以及一張姓名為「Yip Foo（葉虎）」的電費單。由於中聯辦新界工作部副部長的姓名為「葉虎」，部分示威者懷疑中聯辦可能介入元朗襲擊事件。即晚傳媒翻查運輸署的車輛登記資料，登記車主為一名居於八鄉吳家村的非華裔男子，而電費單上登記位址由一葉姓家族所持有，因此電費單上的姓名與中聯辦副部長的姓名相同有可能純粹出於巧合，亦有可能葉虎家族早已來香港。香港中联办當晚即發聲明，中聯辨跟該車輛有關一事實屬誤會，否認車主為其員工。而中共中央机关报旗下《環球時報》稱軍帽實際上是早已停止使用的83式武警常服的警帽。

#### 警民對峙
入夜後，大部分示威者逐漸離開現場，唯有小部分逗留現場。大批示威者在南邊圍村的朗日路外逗留休息，其中幾位身著黑衣的年輕示威者隔著長盾防線辱罵防暴警察。警方多次警告朗日路的人士立刻離開，停止非法集結，否則會被拘捕及檢控。同時，警方有要求離開防線。港鐵安排特別列車到朗屏站接送市民，而西鐵綫其他列車不停該站。在向人士向示威者喊話，呼籲示威者警方清場前乘坐港鐵安排的列車離開。然而，依然有大約2000名示威者集中在朗日路的南邊圍村村口現場與警方對峙。警方繼續開咪要求對方離開，示威者投擲玻璃和煙霧。

#### 開始驅散示威者
經過多次黑旗警告，警方隨後在遵道幼稚園外發射催淚彈和海綿彈驅散示威者，同時近元朗站的警方開始向前推進防線，同時舉起橙旗和黑旗警告；示威者組成人鏈保護離場人士，退向西鐵站出入口。立法會議員尹兆堅責罵警方發射武器，許智峯也在場。此時示威者與警方相距約100米，前排的示威者舉起雨傘防範攻擊，並以路牌作掩護。警方用強光照射示威者及記者。速龍小隊在攸田東路近鄉事委員會一側搜查身穿白背心、戴口罩的市民。
示威者最終退守到西鐵站G出口的天橋，用雨傘組成防線，並向警方噴射消防喉水柱，阻止警方推進到西鐵站。

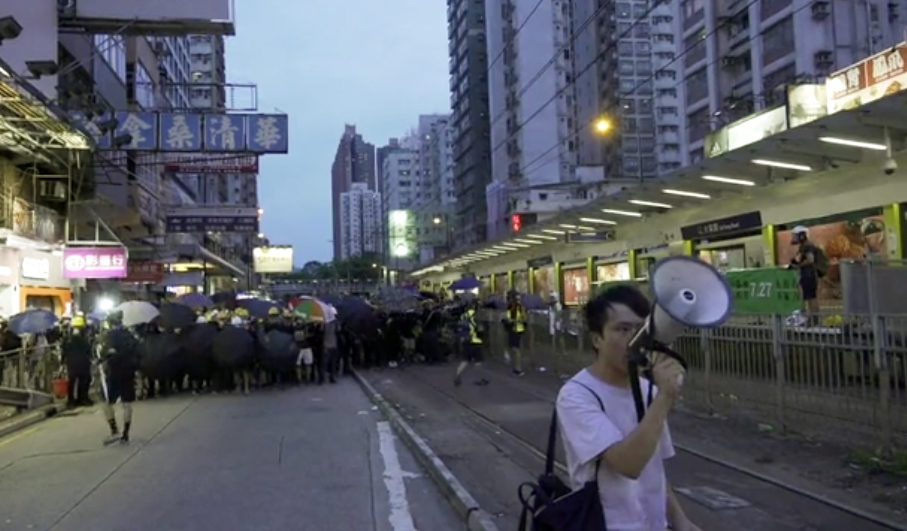
立法會議員鄺俊宇在大馬路與警方調停
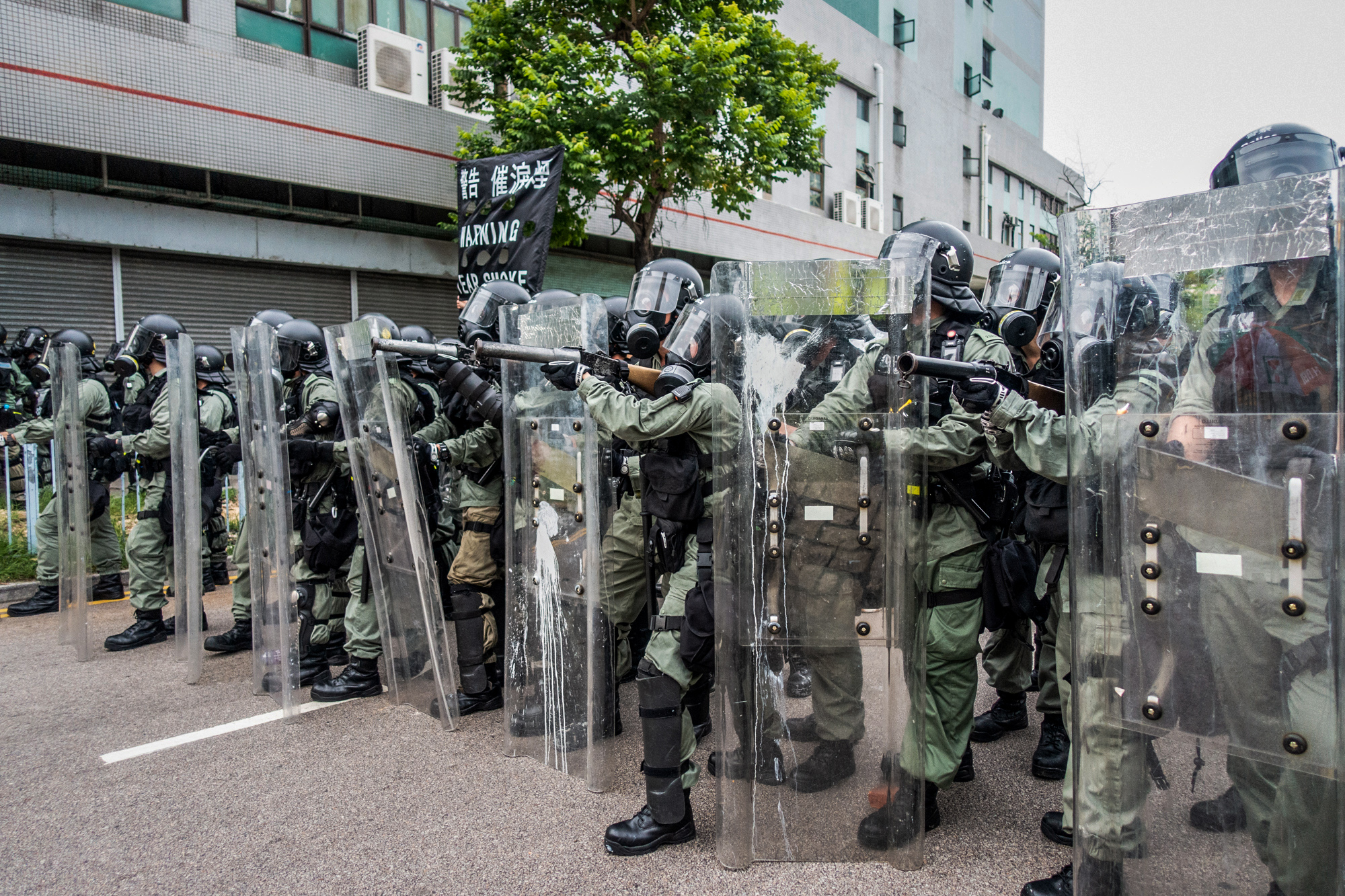
防暴警舉起黑旗
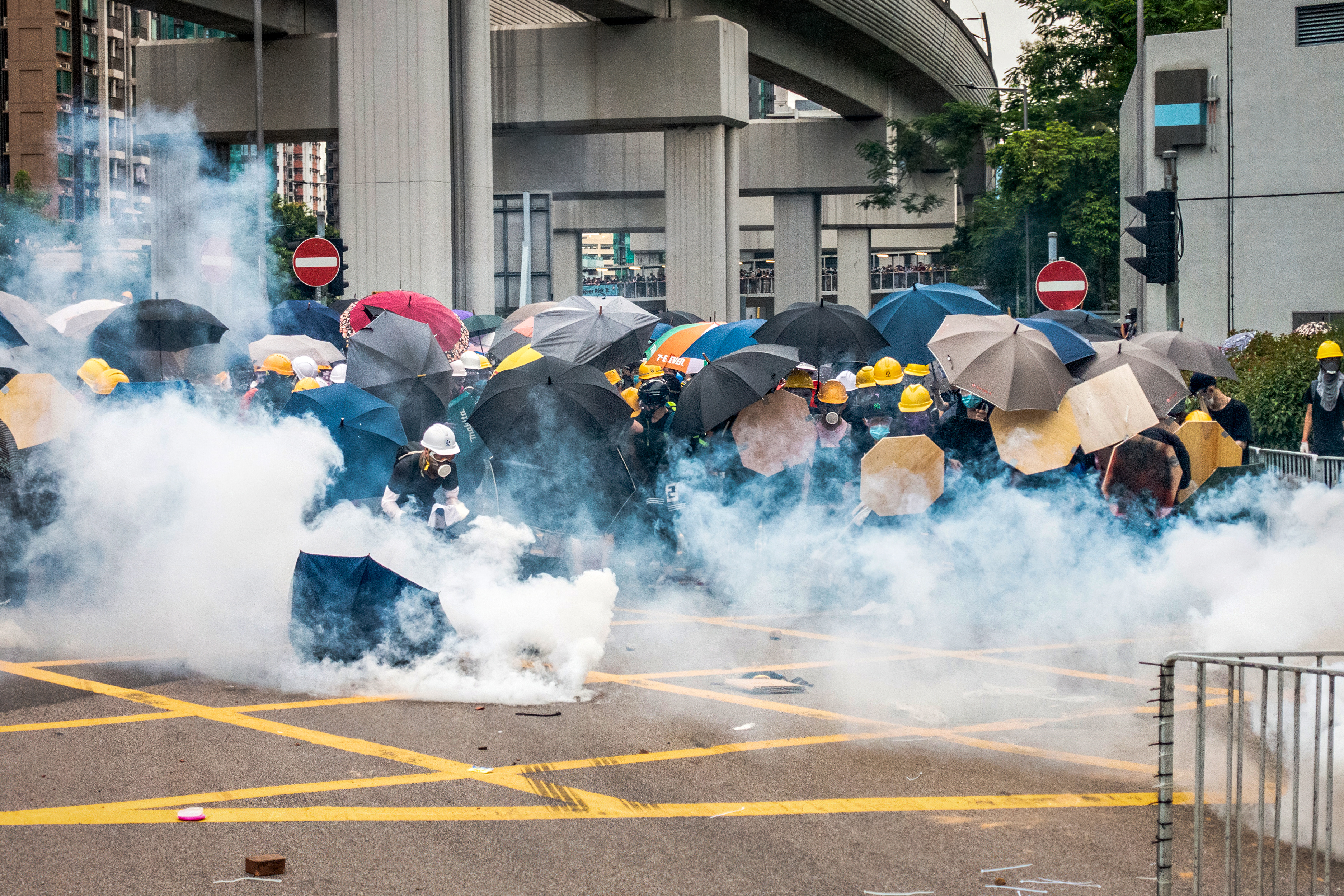
防暴警在朗業街施放催淚彈
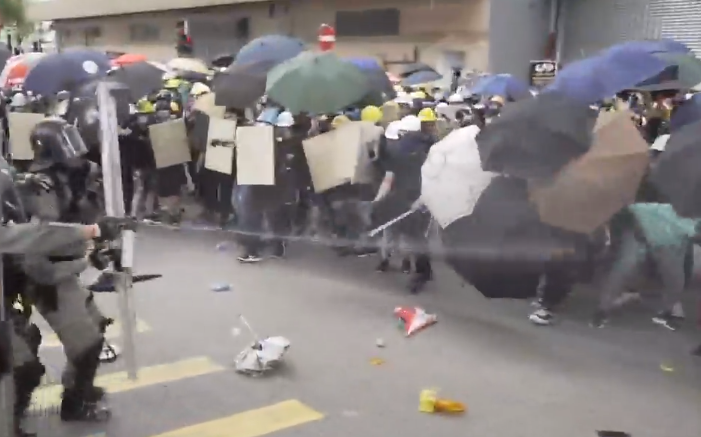
警方在朗業街一度施放胡椒噴霧
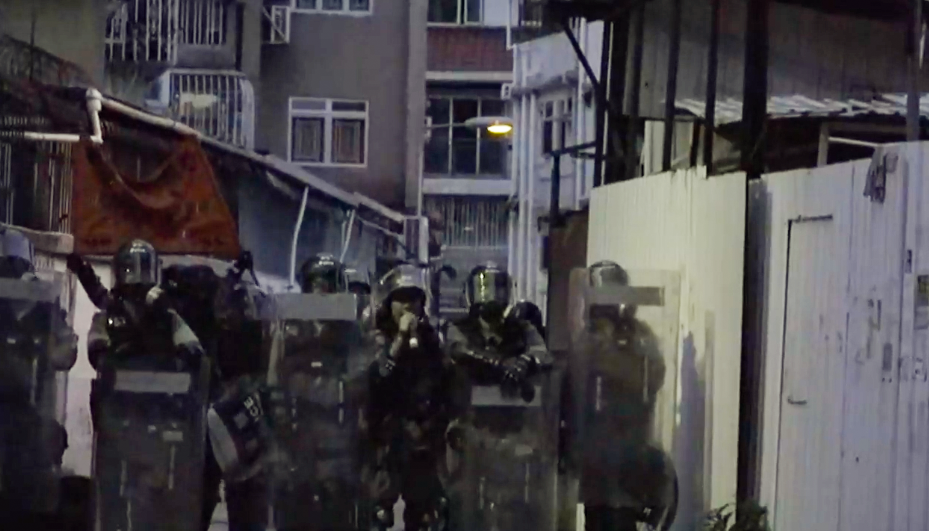
警方在南邊圍村外曾舉起橙旗「速離，否則開槍」
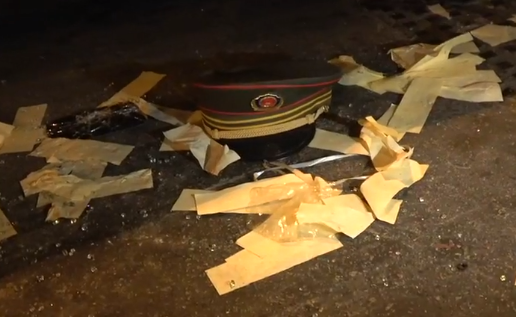
TP8431黑色車內的“解放軍軍帽”，實際是83式警帽
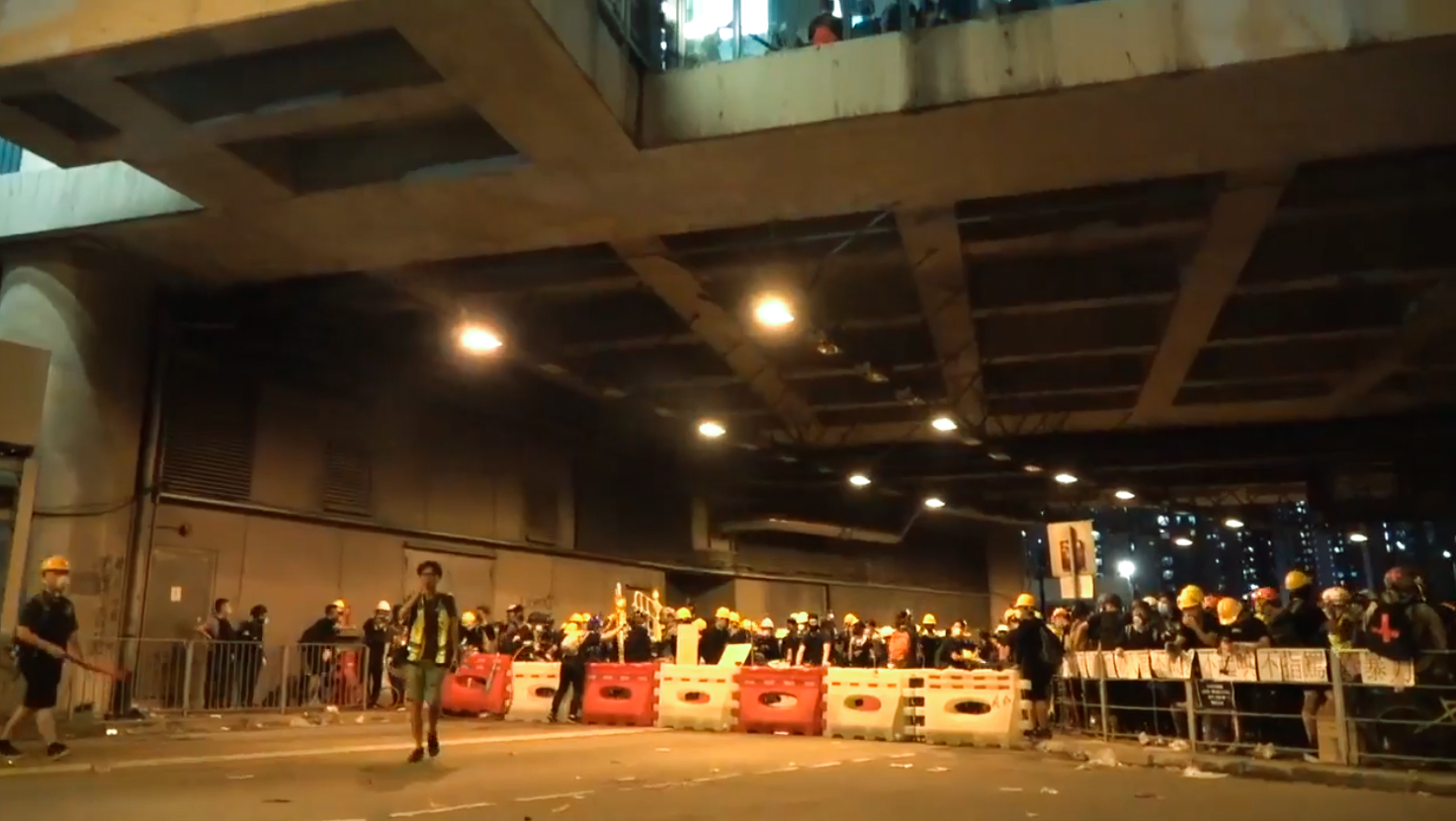
朗日路路障
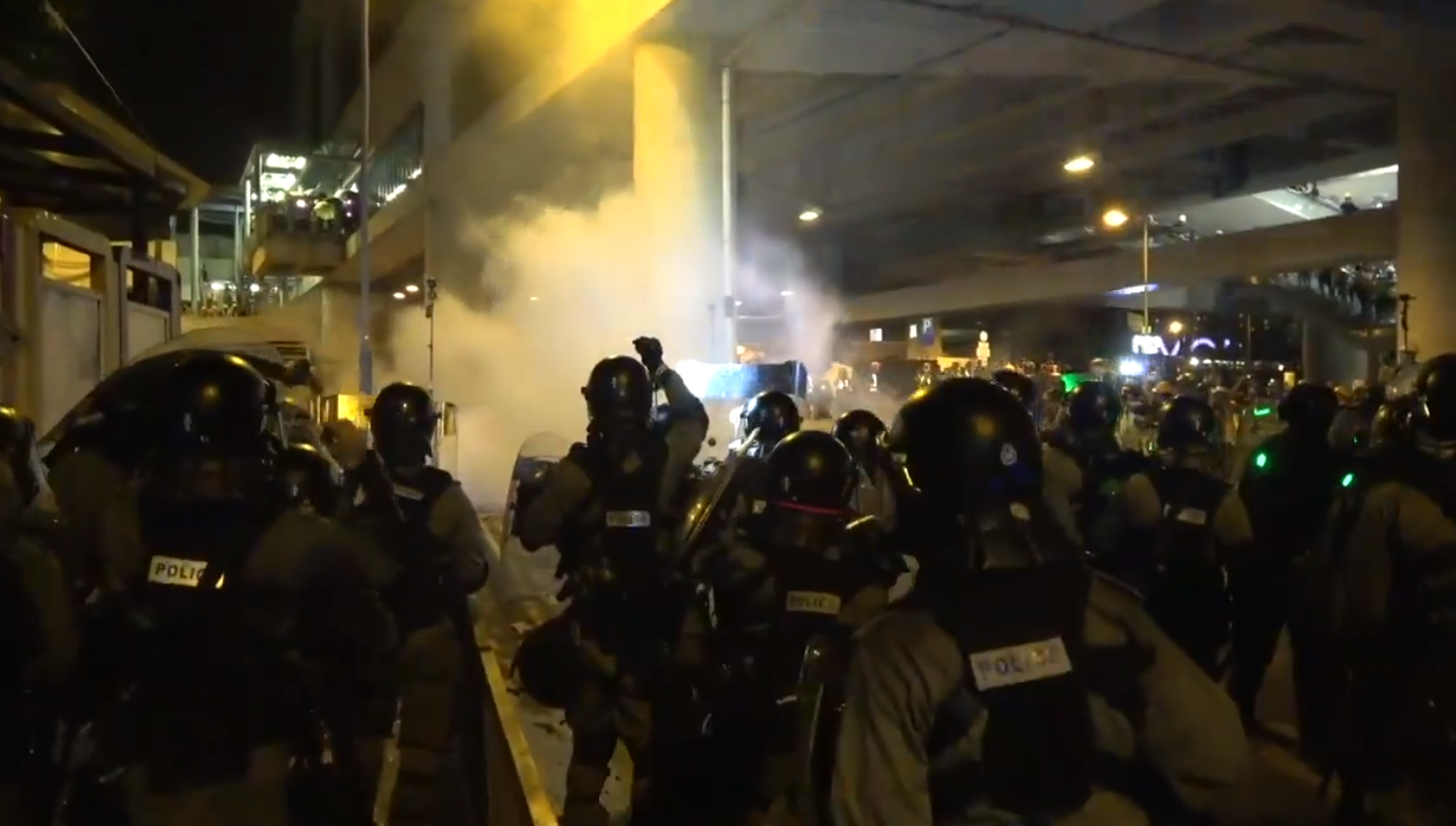
警方在元朗站外施放催淚彈
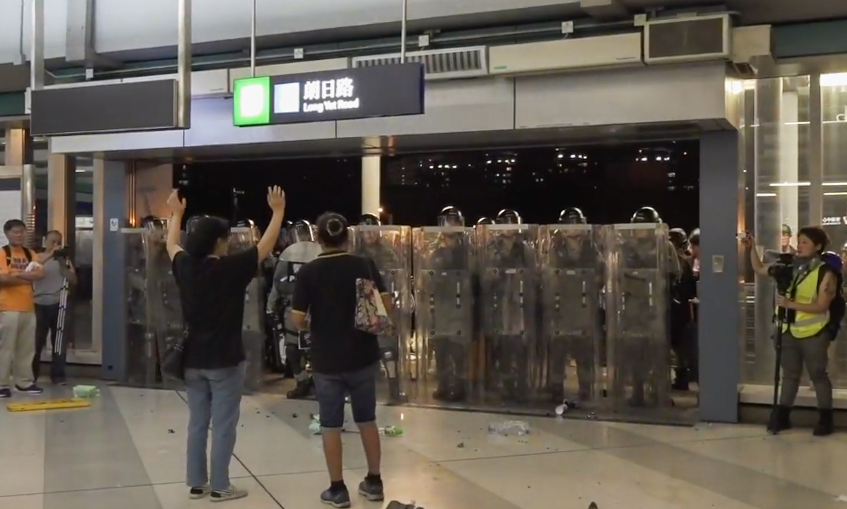
防暴警察在元朗站A出口「築人牆」，有示威者試圖阻止警方進入
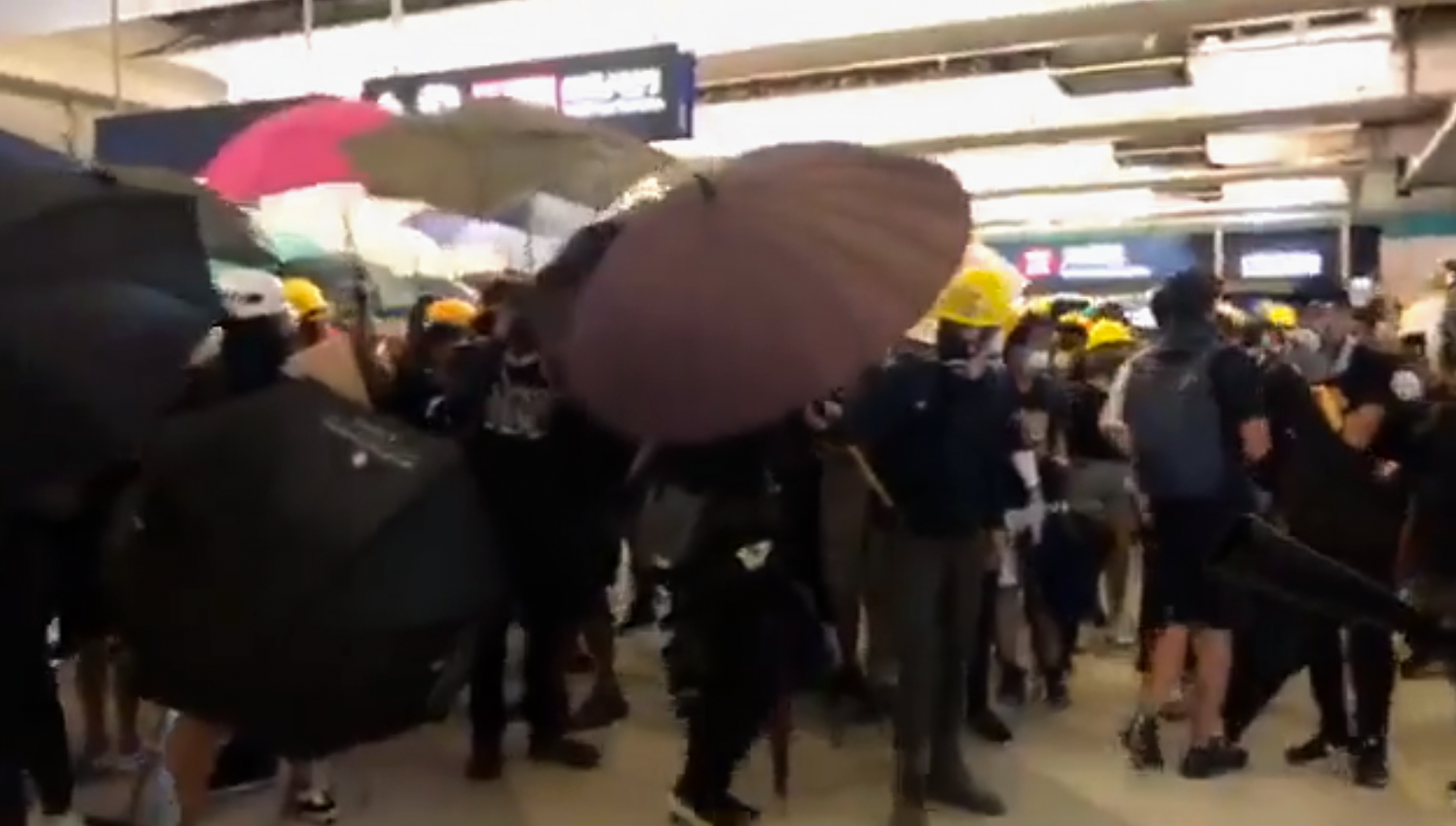
元朗站內的示威者舉起雨傘

### 速龍小隊突然衝入元朗站（晚10時－11時）

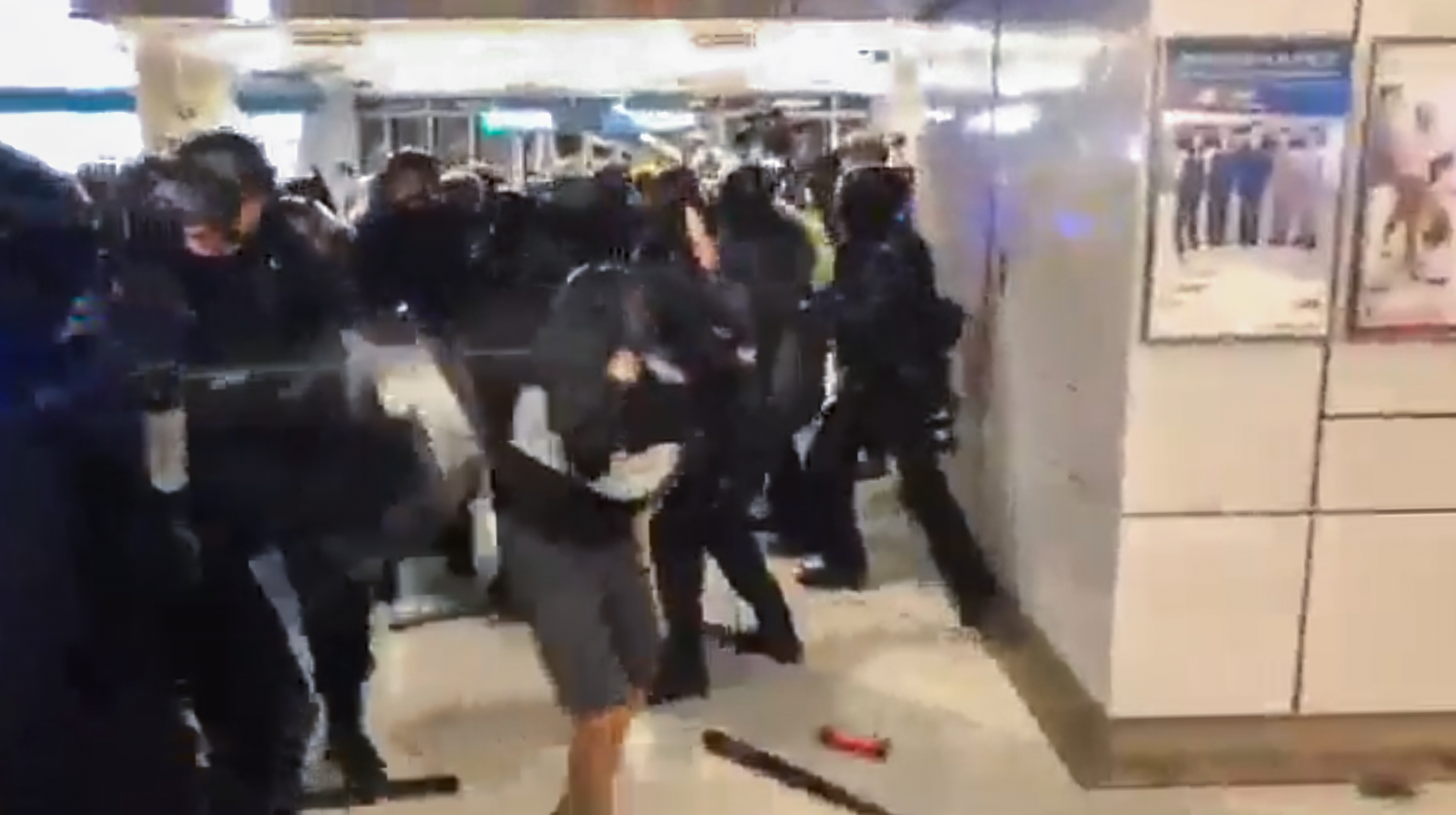
速龍小隊無差別毆打市民，並噴射胡椒噴霧

至晚上10時左右，大批防暴警察和速龍小隊突然衝入元朗站內，向閘內人士揮動警棍並噴射胡椒噴霧，造成兩名示威者頭部受傷。示威者使用消防水喉及滅火筒向防暴警察噴射，並將滅火筒擲向防暴警察，阻止警察進入元朗站。直至晚上10時半，「陳伯」陳基裘與警方理論，許智峯與警方接洽。及後警方表示如示威者盡快離開，警方承諾將不會再衝入元朗站內。但大堂地面留下不少血跡。

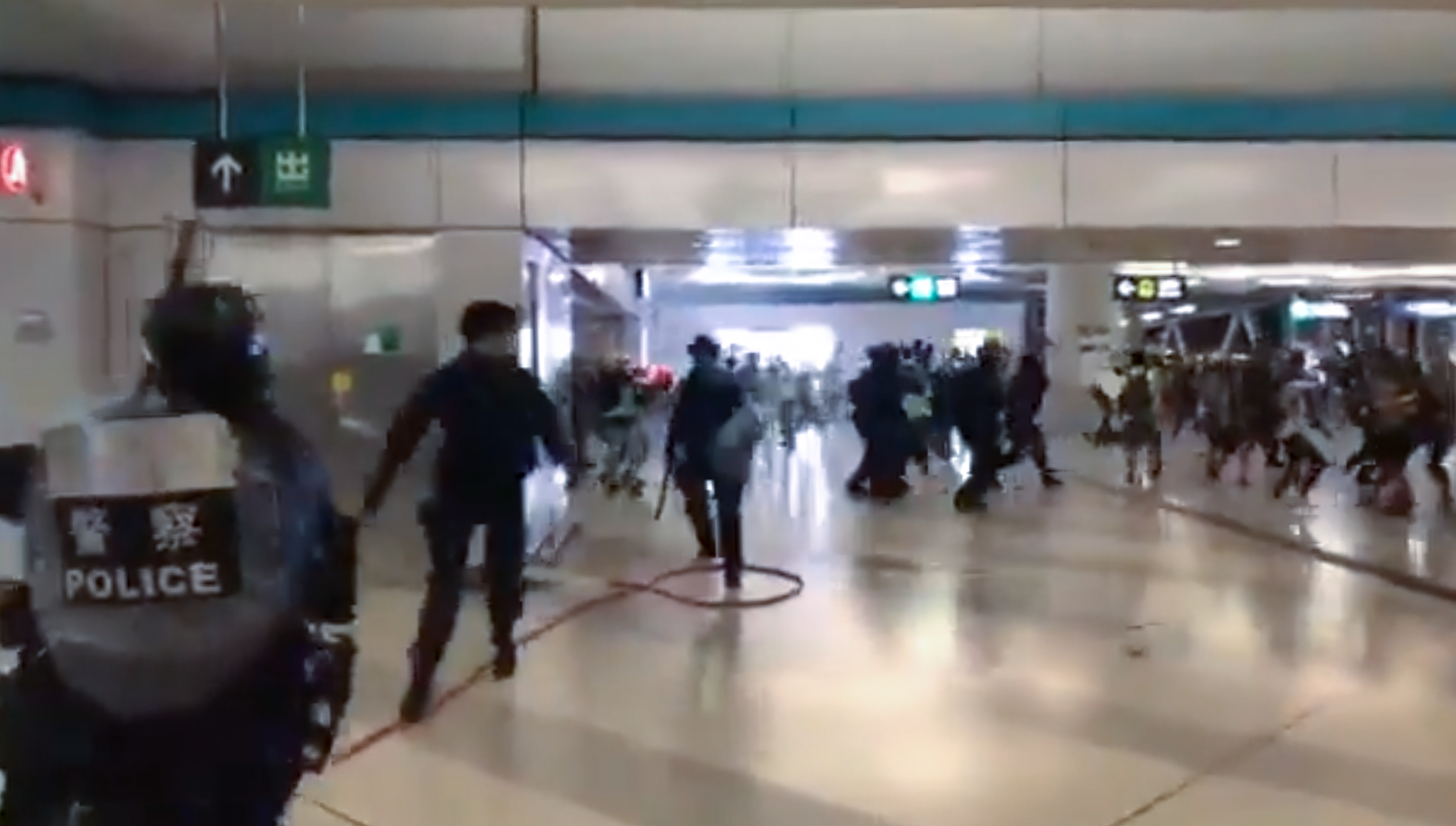
多名速龍小隊突然衝入元朗站大堂，示威者和市民爭相走避
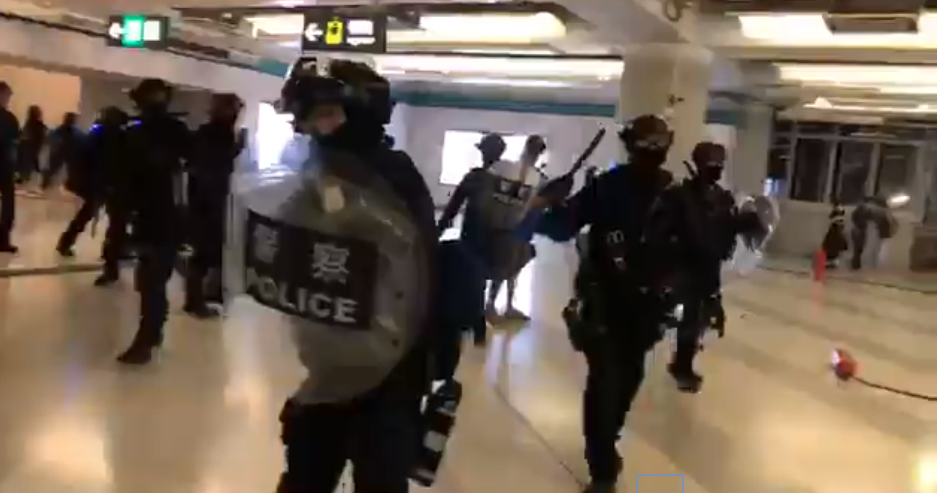
多名速龍小隊在元朗站大堂
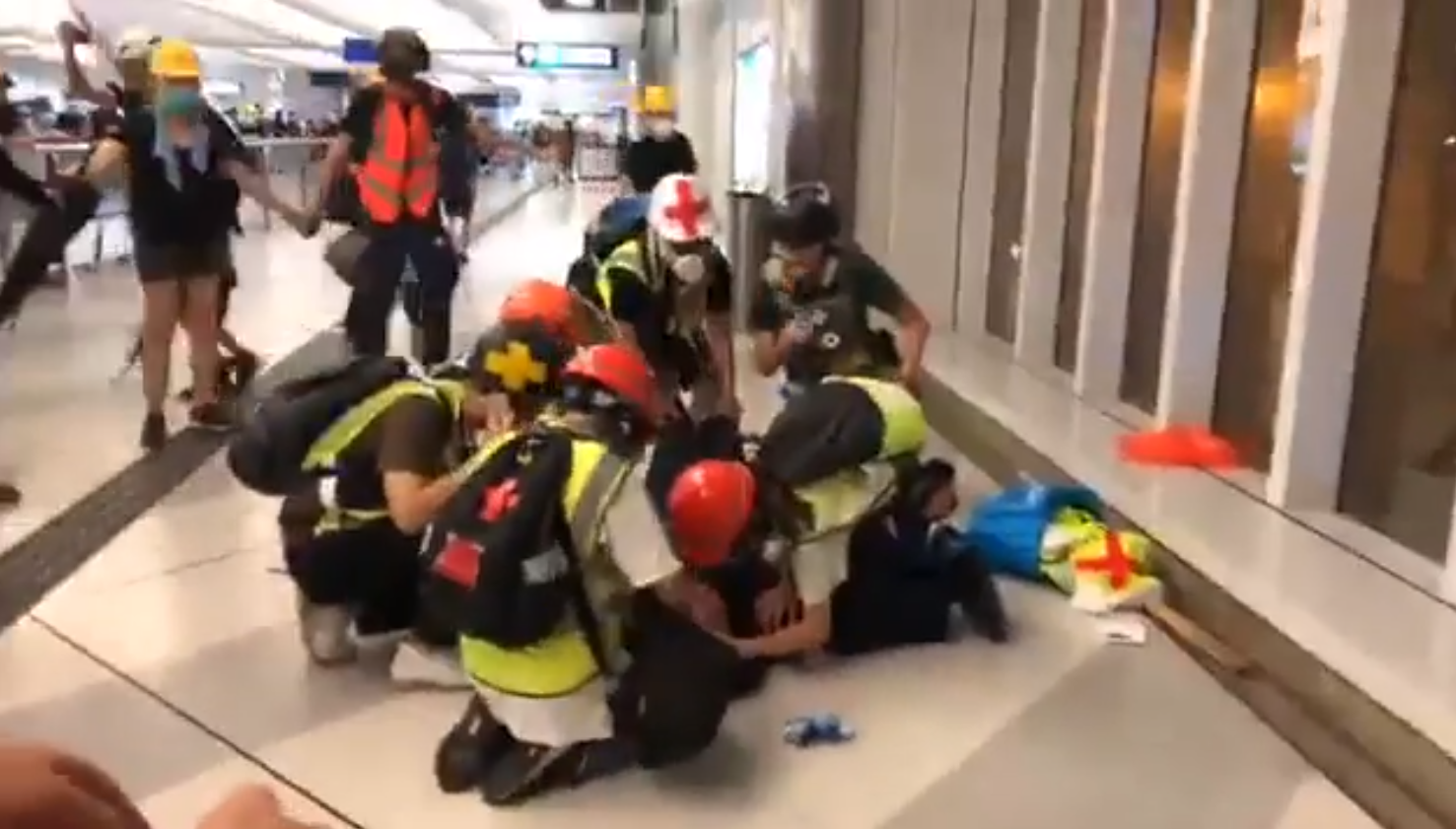
有乘客受傷倒地
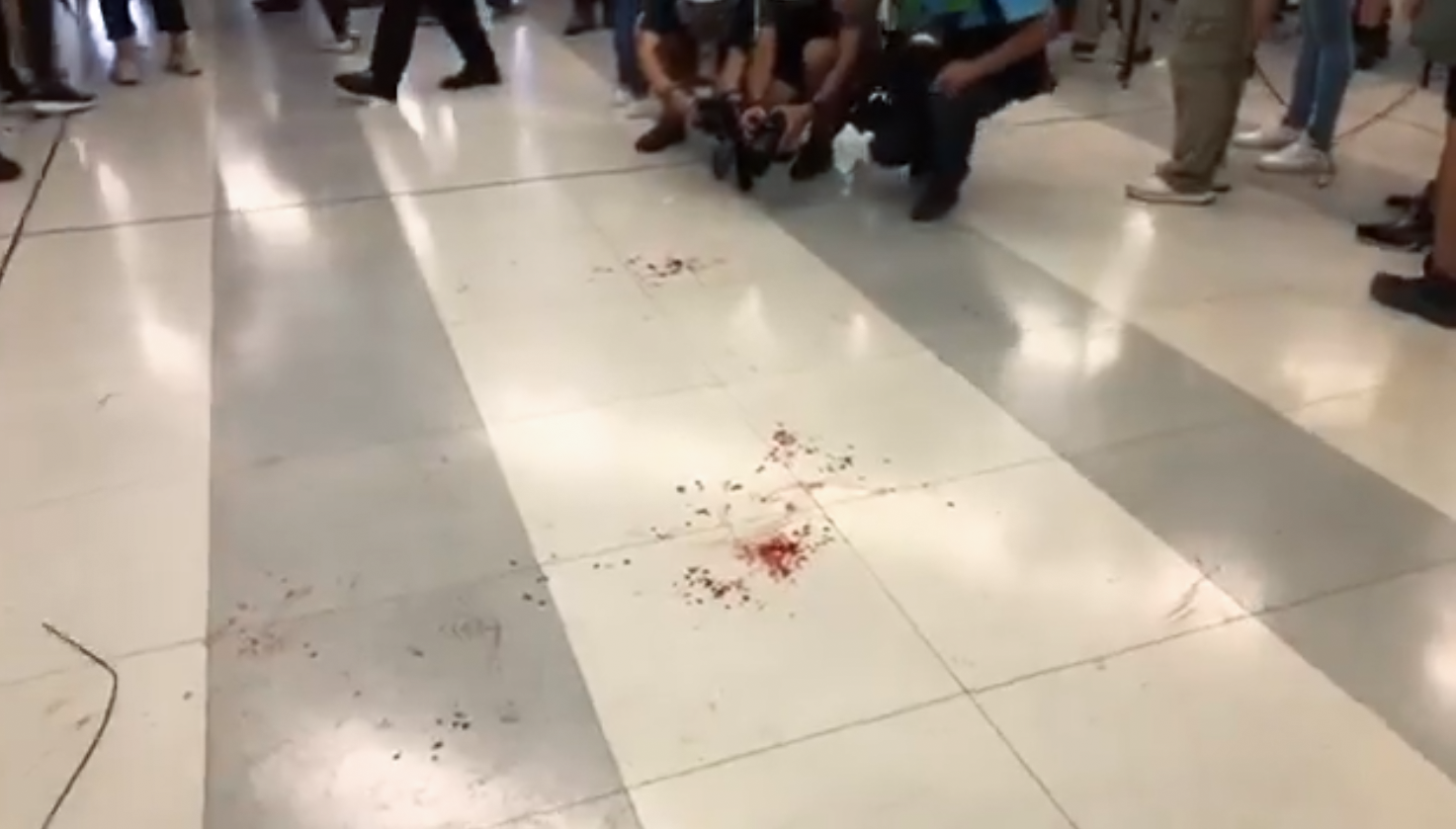
大堂地面留下不少血跡
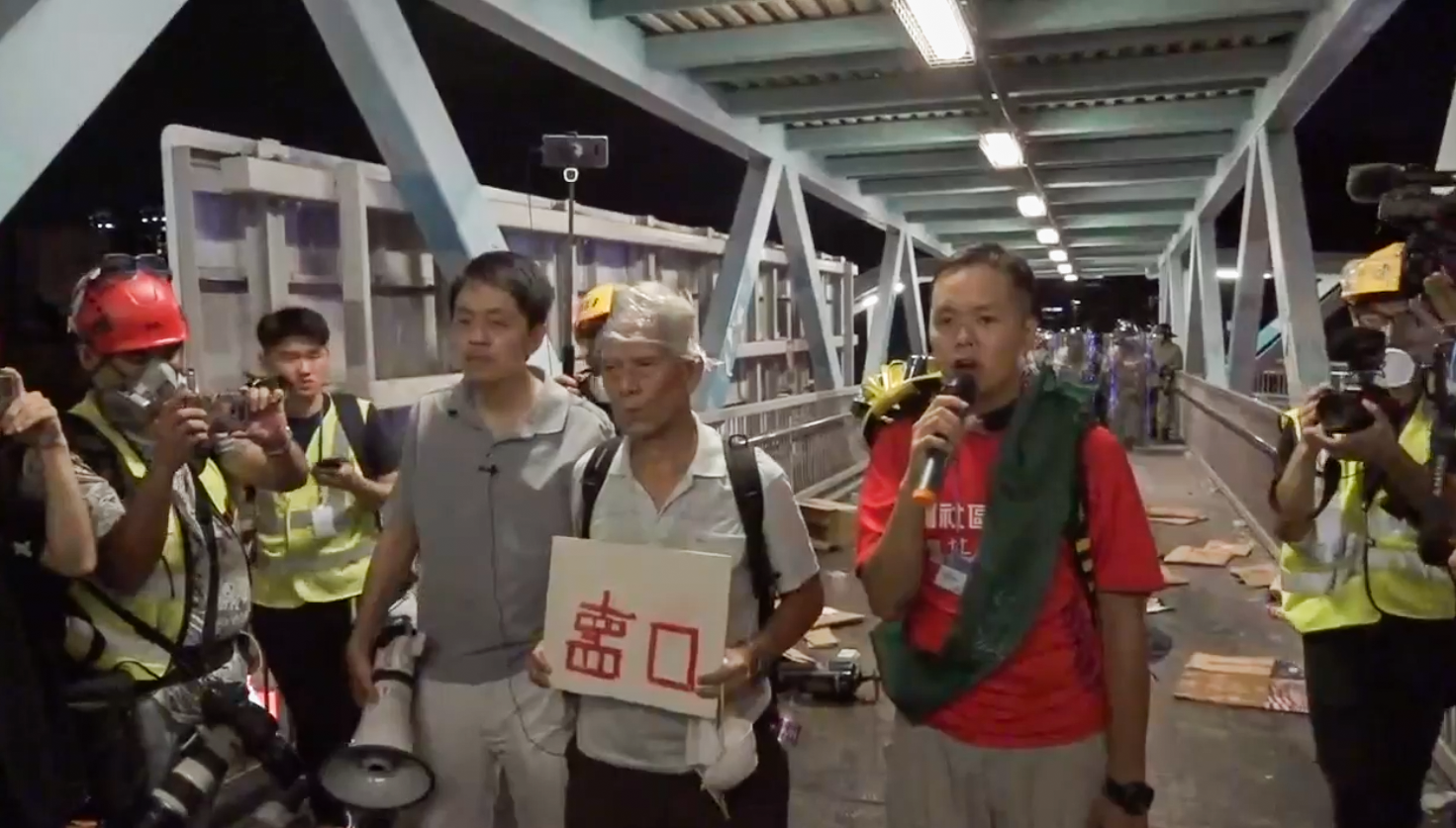
許智峯，陳伯（陳基裘）及陳凱興傳道一行人到達元朗站G出口

## 爭議

### 速龍揮動加裝疑金屬環之警棍
警方派出速龍小隊在元朗站追打站內的市民時，有蒙面及沒有展示警員編號的速龍小隊成員被發現使用經過改裝的警棍，警棍的前部被加裝金屬環用以加強殺傷力。其中一名持有改裝警棍的速龍小隊成員不斷揮動鑲有金屬環的警棍，而且情緒激動，需由其他警員拉走。警察公共關係科高級警司余鎧回應查詢時稱警員不可使用未經官方批准的裝備，會跟進是次個案，但沒有回應該速龍小隊成員會否被暫停職務。香港人權監察總幹事羅沃啟接受訪問時稱，如有警員未經警隊批准便擅自在平滑的警棍上擅自加裝突起物，勢必令被警棍打傷的市民傷勢加劇。立法會保安事務委員會副主席涂謹申稱過去20多年未聽聞有如此情況，如有警員使用經改裝裝備已屬違反警隊紀律及內部指引，如果有警員使用自行改裝的警棍敲向市民的頭部或重要部位，造成嚴重傷人及死亡，最嚴重的情況可被控謀殺。
然而，警方發聲明指，涉事警員只是使用警棍時繩子鬆脫，令固定繩子的膠索由警棍尾部滑至警棍前端，因而引起誤會，並沒有使用金屬環，但警方回應時使用的圖片所顯示的警棍被發現與當日傳媒拍得的警棍並不相符，警方提供的圖片顯示警棍上索帶是位於後部及留有明顯的空隙，而當日在警棍上的環狀物是沒有空隙完全索緊在警棍的前部，警方提供的新聞稿內的警棍及膠索帶的相片是事後重新製作，而警棍的繩子是讓警員套在手中防止使用警棍時飛脫，用膠索帶固定警棍的繩子是莫名其妙，警方的說法不能令人信服；民權觀察同時指出即使是膠索帶都是突出於警棍表面的硬物，突出物會使敲擊力集中及造成割傷，增加對人體的傷害，警方應交代涉事警員當日有否使用經改裝的警棍攻擊在場的市民或示威者。

### 警方使用過期彈藥
有報導指有照片顯示其中一張橡膠子彈的彈殼，印上「EXP 10/2016」，懷疑是指有效日期為2016年10月。有熟悉警隊軍火人士指出，使用過期催淚彈及橡膠子彈則無問題，只是威力較差。而委內瑞拉西蒙·玻利瓦爾大學教授莫妮卡·克勞特爾蒐集政府在2014年使用的催淚彈，研究結果顯示有超過72%的催淚彈已經過期，並分解成非常危險的氰化物、光氣和氮氣[59]。

## 後續影響及事件

### 拘捕及法庭提堂
7月28日，遊行發起人鍾健平被警方以嫌煽惑非法集結罪名拘捕。而第二申請人巫堃泰於2019年9月3日亦因涉嫌組織未經批准集結被捕。直到2021年8月23日，鍾健平被警方預約拘捕。正式控告「組織未經批准集結」及「參與未經批准集結」2罪。案件於8月24日上午在粉嶺裁判法院提堂。裁判官拒絕他保釋申請,將案件押後至9月21日再提堂，並轉介至區域法院處理。到2022年4月13日，區域法院法官胡雅文指出當日有大批情緒高昂的群眾走入元朗，會有潛在風險釀成暴力衝突，同時指出集會自由並非絕對，被告明知集會有風險仍然蓄意違反禁令，因而需要加刑。法官又指當日示威者裝備充足、手持各種武器，認為警方使用催淚彈的驅散行動屬正當及必需。而案件需時兩年時間進行，亦沒有延誤檢控和沒構成任何不公平情況。法官以24個月監禁為量刑起點，認罪扣減三分一刑期後，被判監禁16個月。
社工組織「社工復興運動」成員，23歲的社工劉家棟亦以阻差辦公罪被拘捕，另外亦有數名示威者被控在公眾地方藏有攻擊性武器罪。其後劉家棟正式被警方控告阻差辦公罪，2019年7月30日於粉嶺裁判法院首次提堂。直到2020年6月17日宣判罪名成立，不允許保釋上訴，即時入獄1年。6月23日，向高等法院保釋上訴獲批准，需交出所有旅遊證件，不得離開香港，需居住於報稱地址，每周到田心警署報到兩次。2021年2月23日上訴宣判定罪上訴駁回，刑期上訴獲勝，減刑至8個月，當日起入獄服刑。他到同年7月24日刑滿出獄。前社福界議員邵家臻擔心他的社工牌照因而受影響。
4名青年於在元朗朗樂街分別管有一支伸縮警棍，1枝丫叉，1袋鐵珠，1把摺合式萬用刀，1把氣槍連充氣罐、1個已上膛的彈匣、2個未上膛的彈匣和1包BB彈，1把摺合式萬用刀。各被控1項在公眾地方管有攻擊性武器罪，2019年7月30日於粉嶺裁判法院首次提堂。裁判官指案件嚴重，拒絕保釋申請，需還押看管。2019年9月3日再訊。後於8月6日在高等法院准許保釋。10月29日再提堂，控方撤銷其中1名男子的控罪，裁判官判控方需付訟費。2020年4月20日，3名被告認罪。粉嶺裁判法院署理主任裁判官蘇文隆下令3人還押候判。到同年5月8日，裁判官判處2名男子入獄8個月，而1名年輕男廚被判入勞教中心。2020年8月6日，入獄的2人就刑期向高等法院上訴，但遭駁回。

## 各界反應
香港政府發言人於27日發表聲明，對警方發出禁止公眾集會及反對公眾遊行通知的情況下，有市民仍在元朗遊行和集會深表遺憾，強烈譴責示威者蓄意破壞社會安寧、挑戰法律，表示警方會嚴肅跟進參與暴力行動的示威者。
警察公共關係科高級警司余鎧均於元朗警署回應遊行。她表示，警方早已發出禁止公眾集會及反對公眾遊行通知，但遊行人士仍堅持到元朗參與違法集會，更有暴力行為，警方對此作出讉責。
翌日凌晨到中午，全國政協副主席、前行政長官梁振英在Facebook連發6帖，「慶祝元朗光復」并向警隊致敬，同時批評港鐵於警民衝突時沒有封站，強調港鐵「沒有義務讓暴徒用站內滅火筒噴警察，然後免費乘車離開」。
民建聯成員梁志祥指警方進入元朗站是危險的行為，可能引起嚴重後果，認為警方須更為克制。